# Isaac II Ange
Vous lisez un « article de qualité » labellisé en 2023.
Isaac II Ange (en grec byzantin : Ισαάκιος Βʹ Άγγελος) (1156-1204) est un empereur byzantin de 1185 à 1195 et de 1203 à 1204, fils d'Andronic Doukas Ange et d'Euphrosyne Kastamonites. Il est un arrière-petit-fils d'Alexis Ier Comnène. Sa jeunesse est mal connue et c'est par hasard qu'il est mis en 1185 sur le devant de la scène quand, à la suite d'une prophétie, il est suspecté de trahison par Andronic Ier Comnène. Parvenant à s'enfuir, Isaac Ange provoque un vaste mouvement populaire en sa faveur et contre le régime de plus en plus violent d'Andronic qui est renversé et mis en pièces, tandis qu'Isaac II devient empereur sans l'avoir vraiment voulu, ce qui le fragilise d'entrée.
Issu d'une famille puissante et apparentée aux Comnènes, il dispose d'une certaine légitimité à détenir le pouvoir impérial et s'appuie sur différents groupes de l'aristocratie byzantine pour consolider son autorité. Néanmoins, il est d'emblée confronté aux défis d'ampleur auxquels fait alors face l'Empire byzantin. En effet, les révoltes et sécessions se multiplient sur différents fronts, en plus des menaces extérieures comme celle des Normands qu'il repousse difficilement dès son accession au trône. Contraint de renflouer les caisses de l'Empire, il augmente les impôts et provoque une grave rébellion des Bulgares et des Valaques qui aboutit à la création du deuxième empire bulgare, tandis qu'il ne peut faire revenir Chypre dans le giron impérial. Surtout, son règne voit l'irruption de la troisième croisade menée par Frédéric Ier Barberousse qui traverse les terres de l'Empire non sans de sérieux accrochages qui confirment les relations difficiles entre les Byzantins et les Croisés occidentaux.
Dans l'ensemble, le règne d'Isaac II confirme donc le délitement progressif de l'appareil d'État byzantin, confronté à des périls en tous genres. La révolte d'Alexis Branas, difficilement matée par l'intervention de mercenaires occidentaux, symbolise le rôle de plus en plus contestataire de l'armée. Si Isaac II peut s'appuyer sur une capitale qui lui reste fidèle, sa difficulté à assurer son autorité en-dehors de Constantinople finit par lui être fatale. À l'occasion d'une nouvelle campagne contre les Bulgares en 1195, il est renversé par son frère, qui devient empereur sous le nom d'Alexis III Ange. Aveuglé, Isaac II est emprisonné, tandis que son fils, le futur Alexis IV Ange parvient à s'enfuir et obtient l'appui de la république de Venise qui lui permet, à l'occasion de la quatrième croisade, de renverser son oncle et de prendre le pouvoir tout en rétablissant sur le trône Isaac II à l'été 1203. Affaibli et aveugle, Isaac II est incapable d'exercer un pouvoir effectif et est renversé avec son fils lors des graves troubles qui agitent Constantinople en janvier 1204. Emprisonné par le nouveau souverain, Alexis V Doukas Murzuphle, il meurt en prison. Souvent rendu responsable des graves troubles que connaît l'Empire à la fin du XIIe siècle, il jouit d'une piètre réputation auprès des chroniqueurs de l'époque autant que des historiens modernes, avec un degré de sévérité variable selon les auteurs, qui soulignent parfois son volontarisme et l'ampleur de défis qui dépassent son seul règne.

## Sources

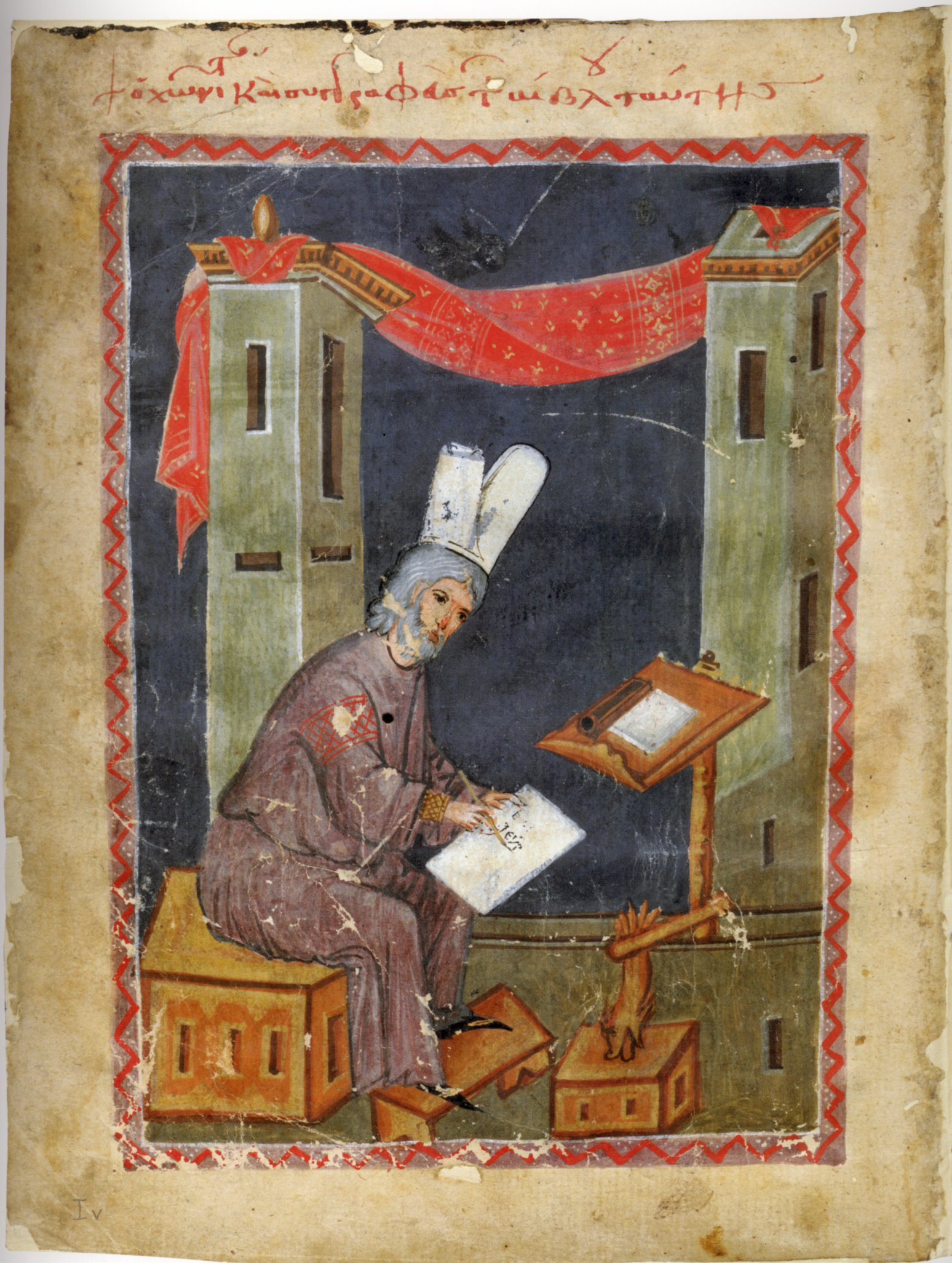
« Nicétas Choniatès travaillant à sa Chronique », miniature byzantine du XIVe siècle.

Plusieurs sources permettent d'appréhender le règne d'Isaac II, notamment les écrits des frères Choniatès. Michel Choniatès, lettré et ecclésiaste, est un partisan du régime d'Isaac, et plusieurs de ses textes lui sont favorables, notamment un panégyrique. Il le dépeint comme le bourreau du tyran Andronic Ier, ce qui lui confère une forme de légitimité divine et apporte des éclairages intéressants sur la vie quotidienne dans l'Hellade. D'autres intellectuels contemporains d'Isaac vont dans le même sens et célèbrent ses accomplissements comme Grégoire Antiochos, Eustathe de Thessalonique ou Jean Syropoulos. En revanche, Nicétas Choniatès, grand historien de son époque, est bien plus critique. Dans son Histoire, il blâme plus particulièrement la famille des Ange. Isaac est décrit comme négligent, préférant les plaisirs de ses palais à la rudesse des campagnes militaires. Il estime que sous Isaac II et son frère Alexis III Ange, Constantinople et ses alentours deviennent la nouvelle Sybaris, un lieu connu pour sa richesse qui confine à la débauche luxueuse. De tous les empereurs qu'il décrit, c'est probablement Isaac II qu'il connaît le mieux et sur lequel il a l'avis le plus personnel. S'il s'attarde sur ses échecs, il est souvent évasif à propos de ses réussites.
Les sources occidentales sont unanimement critiques envers Isaac II Ange, qui, à l'image d'autres souverains byzantins, est décrit comme sournois et prompt à la trahison, prêt à s'allier aux Musulmans, en particulier dans le contexte des Croisades qui favorisent les tensions entre les deux pôles de la chrétienté. Leurs récits ne sont donc pas toujours très fiables, à l'image de leur description des traités prétendument conclus avec Saladin. Quelques sources orientales comme Bar Hebraeus ou Abu Shama apportent des éclairages sur les relations byzantino-arabes. Parmi les quelques écrits d'Isaac qui ont survécu figurent principalement des lettres et des décrets impériaux.

## Accession au trône

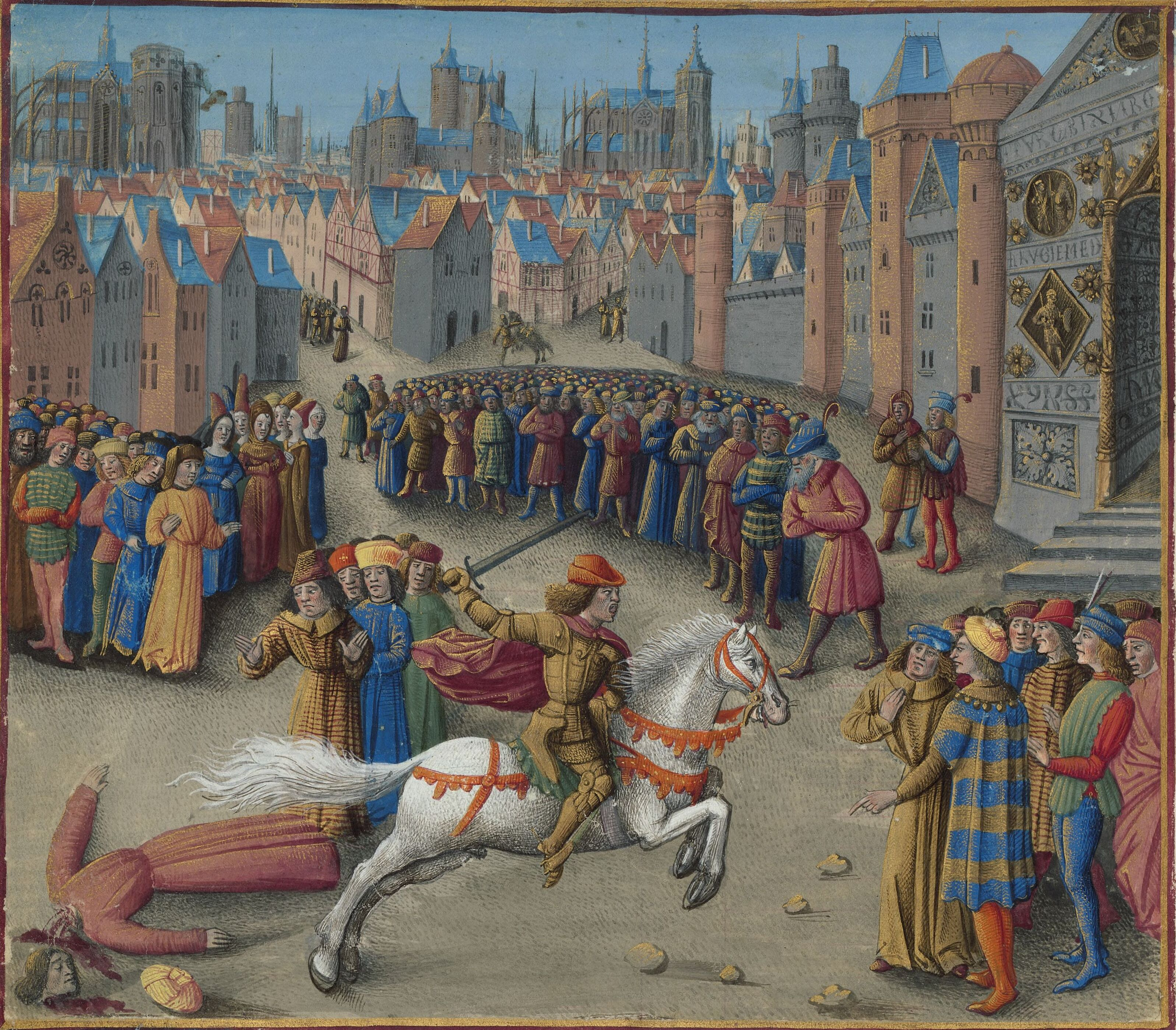
Le meurtre d'Étienne Hagiochristophoritès par Isaac Ange dans le manuscrit Passages d'outremer.

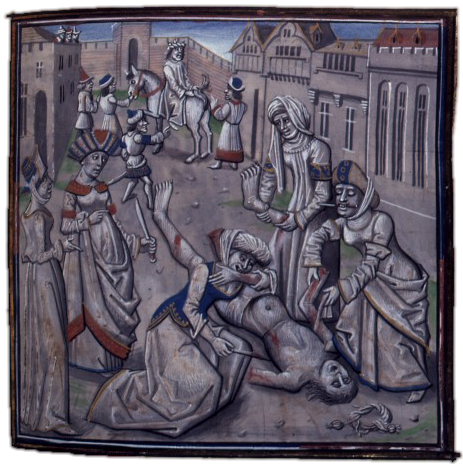
L'humiliation d'Andronic Ier Comnène. Miniature de Loyset Liédet, Histoire d'outremer, Bruges, XVe siècle, BnF, Fr.68.

Isaac Ange appartient à une famille de l'aristocratie byzantine, représentée notamment par son père Andronic Doukas Ange, tandis que sa mère est issue d'une lignée de bureaucrates, les Kastamonitis. Ses jeunes années sont mal connues, si ce n'est qu'il a probablement reçu une éducation militaire et qu'il gravite déjà à proximité du centre du pouvoir impérial. Il aurait d'ailleurs été chargé par Manuel Ier Comnène de libérer le futur empereur Andronic Comnène. Selon Magnus de Reichersberg, il passe aussi quelque temps chez les musulmans, auprès de Saladin. Il a vraisemblablement une bonne culture lettrée même s'il compose peu d'écrits. Souvent décrit comme incompétent et porté sur les plaisirs de la vie, cette vision en partie partiale est principalement rapportée par Nicétas Choniatès ou les auteurs occidentaux. Néanmoins, il semble avoir eu un goût certain pour le luxe, notamment pour ses vêtements ou ses palais. Physiquement, il est roux, de taille moyenne, plutôt robuste.
Sous le règne tumultueux d'Andronic Ier, qui mène une politique répressive à grande échelle, Théodore, le frère d'Isaac, se révolte à Nicée mais échoue et la ville est reprise par les forces impériales. Isaac Ange se trouve alors dans la cité mais ne semble pas jouer un rôle actif dans la révolte puisqu'il est épargné par la répression et rejoint Constantinople où il se trouve en 1185. À cette date, une prophétie aurait signifié à Andronic qu'il serait renversé par un homme dont le nom comporterait l'initiale « IS ». Isaac Ange n'est pas soupçonné immédiatement mais bientôt, c'est lui qui est visé par les autorités impériales. Il est difficile de savoir si l'empereur croit véritablement en cette prophétie mais il préfère faire exécuter Isaac Ange et, le 11 septembre 1185, il envoie son homme lige, Étienne Hagiochristophoritès, l'éliminer. Accompagné de quelques soldats, il se rend au domicile d'Isaac Ange. Ce dernier, surpris, parvient à s'échapper en tuant Hagiochristophoritès et prend la direction de la basilique Sainte-Sophie par la Mésé. Bientôt, la population apprend la nouvelle et se réunit en masse, commençant à ouvrir les prisons. Le climat est alors explosif et la contestation grandit contre Andronic dont les exactions sont de moins en moins admises. Le lendemain, plusieurs membres de la famille d'Isaac l'ont rejoint et un véritable parti se forme autour de lui, alors même qu'il est plus inquiet d'être exécuté que déterminé à prendre le pouvoir,.
Bientôt, la ville entre en soulèvement alors qu'Andronic est à l'extérieur des murailles. Ses partisans sont vite débordés et Isaac Ange est couronné par le patriarche Basile II Kamatéros. Rapidement, les soldats se détournent d'Andronic qui est isolé à l'intérieur du Grand Palais qu'il a finalement rejoint. Il tente de s'enfuir mais est intercepté par les partisans d'Isaac II Ange, devenu le nouvel empereur. Il subit alors un supplice atroce qui témoigne de la détestation dont il fait l'objet, sans que soit connu le degré d'implication directe d'Isaac Ange dans le scénario de cette exécution. En revanche, il ordonne l'aveuglement des deux fils d'Andronic, Jean et Manuel,. C'est donc plutôt par surprise et sans plan préconçu que Isaac II devient le souverain de l'Empire byzantin, qui connaît alors plusieurs crises. Pour Anthony Kaldellis, cet épisode est un exemple du poids politique décisif de la foule constantinopolitaine quand elle décide de s'opposer à un régime et de soutenir un prétendant, même malgré lui. Néanmoins, Isaac bénéficie d'une forte popularité d'entrée, étant le successeur d'un régime devenu honni. C'est notamment le cas en Bithynie, région très hostile à Andronic. En outre, s'il appartient à la famille des Ange, il est aussi rattaché à la dynastie régnante des Comnène et bénéficie donc d'une certaine légitimité familiale puisqu'il est l'arrière-petit-fils d'Alexis Ier Comnène, même s'il est loin d'être le mieux placé dans l'ordre dynastique. Cette autorité fragile et ce contexte d'accession au pouvoir impérial par hasard minent d'emblée le règne d'Isaac II et l'exposent à des contestations récurrentes.

## Administration intérieure
Sur le plan intérieur, Isaac II se montre incapable d'empêcher la désintégration de l'Empire et d'enrayer le désir d'autonomie de l'aristocratie féodale, de plus en plus puissante. Arrivé au pouvoir dans des conditions particulières qui affaiblissent sa légitimité, il doit lutter sans cesse contre des oppositions de natures variées, qui témoignent plus largement de la faillite du système de gouvernement établi par les Comnènes et dont les historiens se disputent encore sur les éléments d'analyse.

### L'entourage et le gouvernement de l'Empire

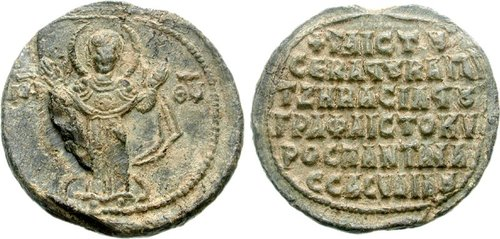
Sceau de Basile Vatatzès avec une représentation de la Vierge Théotokos.

Dans l'ensemble, Isaac II fait montre de clémence envers les partisans du régime d'Andronic Ier. Il s'appuie par exemple sur Alexis Branas avant que celui-ci ne se révolte et même l'assassin d'Alexis II Comnène, Nicolas Tripsychos est attesté comme préteur de l'Hellade en 1186-1187. Quant à Théodore Choumnos, il reste le chartulaire de l'Empire, tandis qu'Alexis Gidos semble rester grand domestique d'Orient,. L'empereur s'appuie surtout sur sa parentèle élargie et sur des familles déchues par Andronic, notamment les Kontostéphanos, les Cantacuzènes ou les Doukas-Kamatéros. Ainsi, Etienne Kontostéphanos est nommé gouverneur de Crète, tandis que Jean Doukas Kamatéros négocie avec l'empereur Frédéric Barberousse. Jean Cantacuzène, aveuglé par Andronic, épouse Irène, la sœur d'Isaac : pour assurer la légalité de cette union, Isaac II fait supprimer du droit canon les dispositions interdisant le mariage en cas de parenté au septième degré. Isaac II s'associe aussi aux Vatatzès et marie une de ses cousines à Basile Vatatzès, qui devient grand domestique d'Occident,. Si les Comnènes conservent leur prestige, c'est par l'intermédiaire de branches plus secondaires, fortement apparentées aux Anges, comme les Kastamonitis ou les Kamétéros. Ainsi, Jean Kastamonitis est métropolite de Chalcédoine. Le cas du patriarche Basile II Kamatéros soulève quelques difficultés. Très proche d'Andronic, il a accepté, vraisemblablement sous pression, de couronner Isaac II. Finalement, ce dernier prend prétexte que Basile II a obligé des nonnes à quitter leur couvent pour le congédier en 1186. C'est Nicétas II Mountanès qui le remplace. Probablement poussé par les plus féroces opposants au régime d'Andronic, Isaac accepte que Basile II soit traduit en justice : le patriarche est condamné pour avoir officié aux deux mariages illégitimes des fils d'Andronic Ier. De façon générale, Isaac attribue les charges aux représentants de familles de l'aristocratie civile, sans pour autant qu'il faille y voir une réaction contre les grandes familles militaires. À l'exception d'Alexis, tous ses frères ont subi la répression d'Andronic et ont été aveuglés mais obtiennent des titres prestigieux, notamment celui de césar.
Parmi les membres de sa proche famille sur lesquels Isaac II se repose, son oncle Théodore Kastamonitis est le plus célèbre puisqu'il fait quasiment figure de premier ministre et s'occupe plus spécifiquement de l'administration financière. Il est notamment grand logothète,. Après sa mort en 1193, il est remplacé par Constantin Mésopotamitès, rapidement critiqué pour sa tendance à écarter certains grands représentants de la noblesse au profit de sa seule influence à la cour, isolant de plus en plus Isaac II. Dans l'ensemble, Isaac n'hésite pas à s'appuyer sur un groupe de bureaucrates qui appartiennent à des familles relativement secondaires de la noblesse byzantine, par exemple les gouverneurs de provinces, qui sont assez rarement choisis parmi les grands propriétaires terriens, lesquels entretiennent une réelle distance à l'égard d'Isaac II. Si Nicétas Choniatès l'accuse d'avoir vendu plusieurs fonctions au plus offrant, il reconnaît aussi que d'autres situations prouvent le contraire et que l'Empereur accorde une certaine importance à une bonne administration. Les gouverneurs de provinces connus sous Isaac sont assez diversifiés dans leurs origines, il est donc difficile d'en déduire un schéma commun.

### Contestations et séparatismes

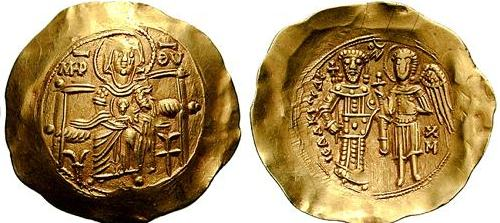
Hyperpère en or datant du règne d'Isaac II. Celui-ci est représenté debout, aux côtés de l'archange saint Michel tandis que la Vierge Marie est représentée sur l'autre face. Aucune monnaie datant du deuxième règne d'Isaac, conjointement avec son fils Alexis IV, n'a été retrouvée.

Depuis la mort de Manuel Ier, les tentatives de sécession voire d'usurpation ont été nombreuses et l'avènement du nouvel empereur n'y met pas un terme. Depuis le règne d'Andronic Ier Comnène, on en a dénombré dix-sept en dix années. Dans l'ensemble, si les provinces sont agitées, la capitale byzantine reste fidèle à l'empereur alors même que des prétendants au trône tentent de s'imposer à l'intérieur des murs de Constantinople. Un neveu d'Andronic Ier, Isaac Comnène, est capturé et soumis à la torture pour avoir fomenté un complot, en lien avec un obscur personnage du nom de Constantin Tatikios : cette conspiration réunit cinq cents conjurés mais est dénoncée avant son passage à l'acte. En revanche, l'armée est beaucoup plus tumultueuse et plusieurs hommes parviennent à représenter un réel danger pour le pouvoir d'Isaac II. Au-delà, ces multiples tentatives sapent le pouvoir d'Isaac et l'empêchent de mener une politique cohérente, notamment contre les adversaires de l'Empire, puisqu'il est régulièrement défié par des généraux de premier plan. Quant au séparatisme latent dans certaines provinces, visible dans la révolte des Bulgares et des Valaques, les causes restent difficiles à déterminer précisément et plusieurs hypothèses sont en concurrence, mettant l'accent sur le dynamisme économique de certaines régions, une fiscalité devenue excessive ou encore le décalage grandissant entre une grande aristocratie concentrée à Constantinople depuis les Comnènes et les provinces, parfois livrées à elles-mêmes.

#### Défection d'Alexis Branas (1187)

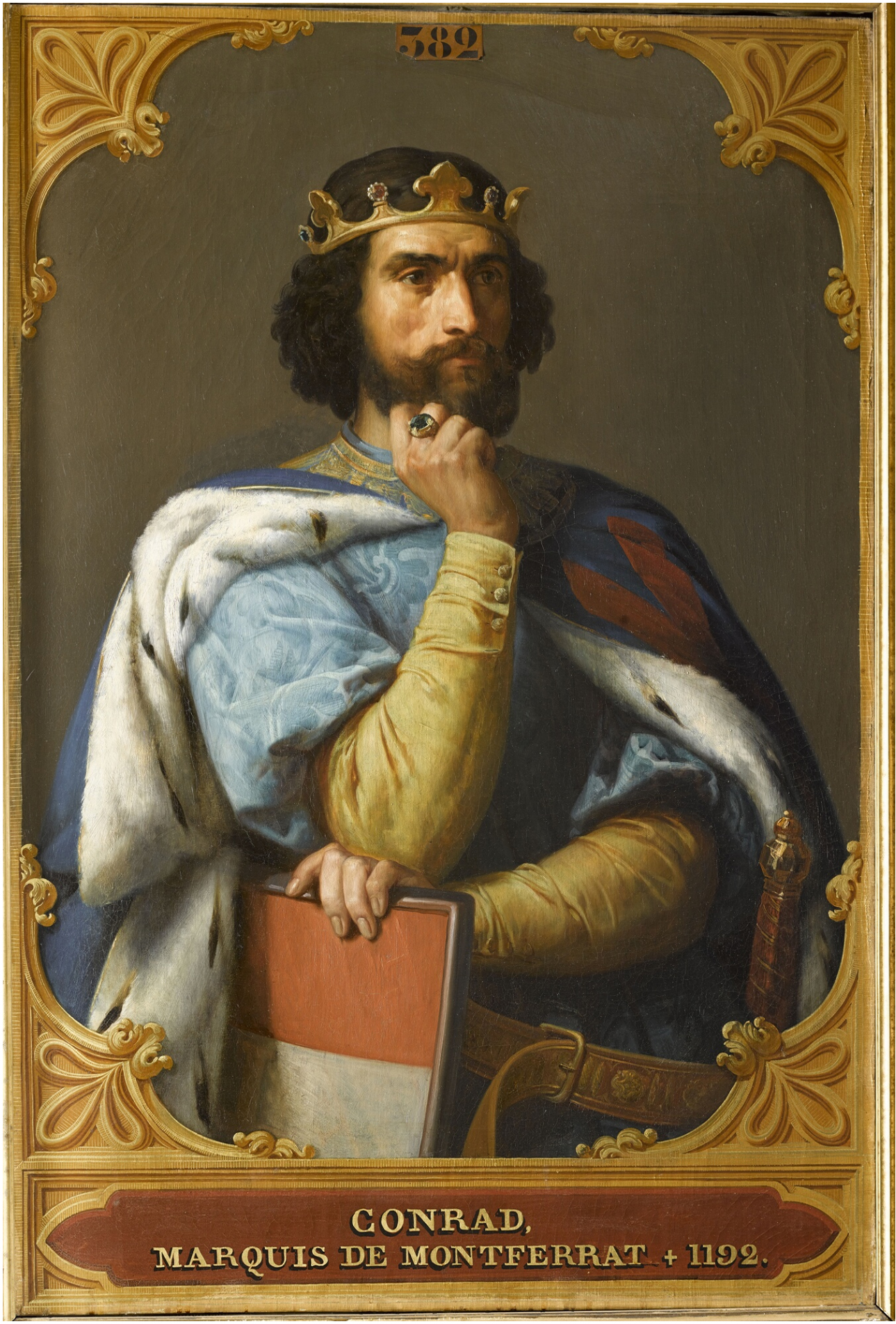
Portrait de Conrad de Montferrat par François-Édouard Picot, peint en 1843 et exposé dans la Salle des Croisades du château de Versailles.

Le basileus doit lutter contre son stratège Alexis Branas, qui, après avoir vaincu les Bulgares au printemps 1187, se fait proclamer empereur par ses soldats et établit un blocus devant Constantinople. Ce mode de soulèvement militaire avait disparu dans l'Empire byzantin depuis la prise du pouvoir par Alexis Ier et il s'agit du dernier exemple de ce genre dans l'histoire byzantine. Alexis Branas descend d'une lignée prestigieuse, apparentée aux Comnènes et ses succès militaires lui octroient une forte légitimité. Soutien d'Andronic Ier, il est élevé par Isaac II au rang élevé de panhypersébaste. Pourtant, dès 1186, Alexis Branas tente une première fois de se soulever directement depuis Sainte-Sophie, sur le modèle d'Isaac mais, dénué de tout soutien populaire, c'est un échec. Néanmoins, Isaac II préfère lui pardonner. S'il le prive de tout commandement, il doit le rappeler contre les Bulgares. Depuis la province, il rallie tout d'abord Andrinople et il peut s'appuyer sur l'essentiel des troupes provinciales, y compris celles issues des régions orientales. Branas dispose aussi du soutien de différentes troupes de mercenaires, qu'ils soient Francs ou Siciliens. En revanche, la capitale, centre du pouvoir, est totalement acquise à Isaac II, notamment la garnison mobilisée par Manuel Kamytzès. Surtout, l'empereur lève une troupe de mercenaires dirigée par Conrad de Montferrat qui lui apporte un soutien décisif avec près d'un millier d'hommes tandis que des Ibères et des Turcs combattent aussi pour lui. Ainsi, il est notable de constater que les Latins, pourtant massacrés sous Andronic Ier, restent des éléments importants au sein de la population militaire de l'Empire. Finalement, c'est la charge des chevaliers de Conrad de Montferrat devant les murailles de Constantinople qui permet de briser la troupe rebelle, Conrad lui-même tuant Alexis Branas lors d'un duel à la lance.
Isaac II doit sa victoire au soutien de mercenaires latins ; surtout, il ne peut se permettre d'épurer le camp de ses opposants, trop nombreux et trop influents. De ce fait, beaucoup sont amnistiés et certains vont même jusqu'à rejoindre la rébellion des Bulgares. En revanche, l'empereur se montre désormais plus prudent face à des généraux trop puissants et surtout liés à la famille des Comnènes. Il n'hésite pas à les congédier voire à les aveugler, à l'image de Constantin Ange ou d'Andronic Comnène. Quant à Conrad de Montferrat, Isaac II ne peut le garder à ses côtés car les succès du chef latin le rendent impopulaire à la cour et auprès d'une population qui n'apprécie guère l'influence trop grande des Occidentaux. Juste après la répression de la révolte de Branas, un incident témoigne des relations tendues entre Byzantins et Latins. Isaac autorise une répression contre les habitants des localités proches de la capitale qui ont soutenu la sédition. Toutefois, le mouvement dégénère et une partie des Constantinopolitains décident de s'en prendre aux Latins qui ont pillé certaines propriétés à l'extérieur de la capitale. Cependant, les Latins parviennent assez efficacement à repousser les émeutiers, contrairement au massacre de 1182 et Isaac dupe la foule en faisant croire que les victimes sont majoritairement italiennes pour calmer les ardeurs des manifestants. Conscient de l'hostilité des Grecs contre les Latins, Isaac II renonce à octroyer à Conrad les sandales bleues, un ornement associé aux césars. Le seigneur latin préfère rejoindre la Terre sainte quand il apprend les progrès de Saladin plutôt que d'accompagner l'empereur dans ses campagnes contre les Bulgares et les Valaques, lui reprochant aussi ses échanges répétés avec le chef musulman.

#### À Chypre (1186)

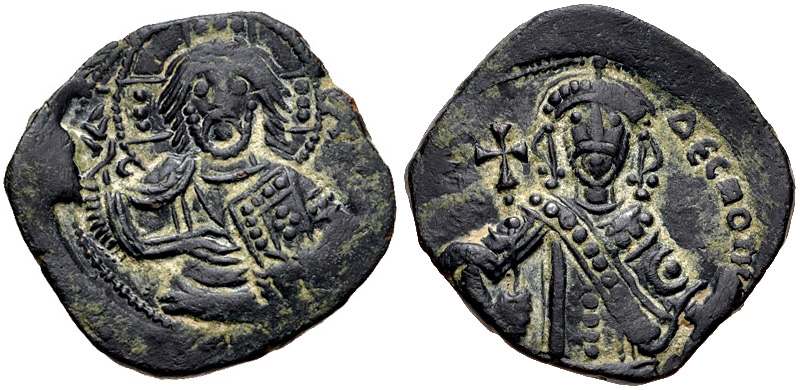
Tétartéron frappé par Isaac Doukas Comnène, qui fait de Chypre une île indépendante de l'Empire byzantin.

Peu après le traité de paix signé avec le Bulgare Ivan Asen Ier, Isaac II Ange doit lutter contre le mouvement séparatiste d'Isaac Doukas Comnène. Celui-ci s'est emparé de l'île sous le règne d'Andronic et il a d'ailleurs été considéré comme l'une des personnes visées par la prophétie qui a mené au pouvoir d'Isaac II. Le basileus envoie une flotte de soixante-dix navires contre Chypre, dirigée par Alexis Comnène et Jean Kontostéphanos, deux militaires dont les compétences sur mer ne sont pas attestées, d'autant qu'Alexis a été aveuglé par Andronic Ier. S'ils parviennent à faire débarquer leurs troupes, c'est le moment où l'amiral normand, Margaritus de Brindisi, envoyé par Guillaume II de Sicile, attaque et détruit la marine impériale,. En récompense, il reçoit en fief du roi de Sicile les territoires conquis en 1185 qu'il possède encore et reste en possession de Zante et de Céphalonie. Il s'agit de la dernière tentative sérieuse du pouvoir byzantin de reprendre l'île. En 1191, lors de la troisième croisade, l'île est conquise par Richard Coeur de Lion, qui dépose Isaac Comnène. L'année suivante, le royaume de Chypre est fondé comme l'un des États latins d'Orient, avec à sa tête Guy de Lusignan.

#### En Asie mineure

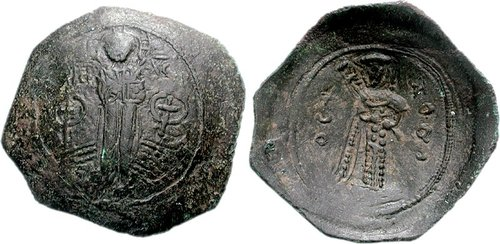
Pièce de monnaie battue par Mancaphas sur le modèle impérial. Il y apparaît tenant la croix patriarcale, symbole traditionnel du pouvoir byzantin.

En Asie mineure, Isaac II Ange est confronté à un mouvement séparatiste, celui de Théodore Mancaphas autour de la ville de Philadelphie dans le thème des Thracésiens. Depuis l'ère des Comnènes, certaines régions tendent à se séparer de l'Empire, sous l'impulsion d'aristocrates locaux qui se sentent parfois éloignés de Constantinople. En revanche, la menace turque ne joue qu'un rôle secondaire dans la révolte de Mancaphas qui se rend autonome voire indépendant de Constantinople en 1188 puisqu'il fait battre ses propres monnaies. D'abord méprisant face à ce mouvement, Isaac II tente de l'assiéger, en vain, d'autant qu'il doit se détourner de Philadelphie pour gérer l'arrivée de la troisième Croisade. Finalement, c'est un général issu lui aussi d'Asie mineure, Basile Vatatzès, qui obtient la fuite de Mancaphas en 1190, lequel se réfugie auprès du sultanat de Roum,,,.
Une autre sédition, d'ampleur moindre, est attestée en 1191-1192. Elle est menée par Basile Chotzas, un général méconnu jusque dans ses origines familiales, qui se soulève en Bithynie et lance quelques raids avant d'être arrêté et aveuglé. De même, en 1191 en Paphlagonie, un Pseudo-Alexis II se manifeste et suscite quelques troubles avant d'être arrêté.

### Vers l'effondrement d'un système impérial?
Le règne d'Isaac II Ange, qui intervient au terme de l'ère des Comnènes, voit la déliquescence du régime mis en place un siècle plus tôt par Alexis Ier Comnène. Ce régime, qui a permis de régénerer l'Empire après une grave crise, est plus aristocratique que la tradition politique byzantine. Il met en avant la famille impériale comme centre du pouvoir, nouant tout un réseau d'alliances avec les grandes familles de l'aristocratie. Celle-ci se voit donc renforcée et parvient à accroître son autonomie dans les provinces où elle est implantée. Ce système s'effondre avec la minorité d'Alexis II Comnène, dont la fragile régence favorise les compétitions de pouvoir et l'arrivée d'abord d'Andronic Ier puis d'Isaac II. Ce dernier ne peut s'appuyer que sur une fragile légitimité et peine d'autant plus à s'imposer contre une aristocratie, notamment provinciale, dont la défiance à l'égard du pouvoir central a eu le temps de mûrir. Cette analyse, soutenue historiquement par Ralph-Johannes Lilie, a connu des amendements. Paul Magdalino met l'accent sur la disparition de la famille des Comnènes comme la cause de l'effondrement de l'autorité impériale. En cela, Isaac II en est l'incarnation puisqu'il marque la rupture nette avec la dynastie d'Alexis Ier,.
Michael Angold a aussi mis en évidence le rôle d'autres autorités locales, comme les évêques, qui témoignent d'une dilution du pouvoir et des responsabilités, au détriment du pouvoir central. Sous Isaac II, Michel Choniatès, le métropolite d'Athènes, en est l'exemple. L'abondante documentation qu'il a laissée montre l'importance de sa fonction sur tout un ensemble de domaines, bien au-delà de l'activité ecclésiastique. Il se pose notamment en défenseur de la population face à la rapacité fiscale des représentants de l'administration impériale et exprime un sentiment grandissant de relégation au sein des habitants de ces régions. De même, Jean-Claude Cheynet a mis en exergue un séparatisme croissant qui témoigne d'une emprise affaiblie du pouvoir constantinopolitain sur ses périphéries. Dans un article dédié à la crise politique byzantine de la fin du XIIe siècle, Demetrios Kyritses souligne que Nicétas Choniatès insiste sur l'exercice autoritaire du pouvoir par Isaac, rompant avec la pratique de Manuel Ier d'avoir recours à des consultations de divers conseillers et corps constitués, même si le biais négatif du chroniqueur à l'égard d'Isaac II incite à la prudence. En définitive, s'il demeure difficile d'expliquer précisément toutes les dimensions de cet affaiblissement du gouvernement impérial et, plus encore, de déterminer la responsabilité d'Isaac II dans ce phénomène, son règne témoigne d'un déclin sensible de la solidité de l'Empire qui se confirme sous son successeur Alexis III Ange.

### La fiscalité et l'économie

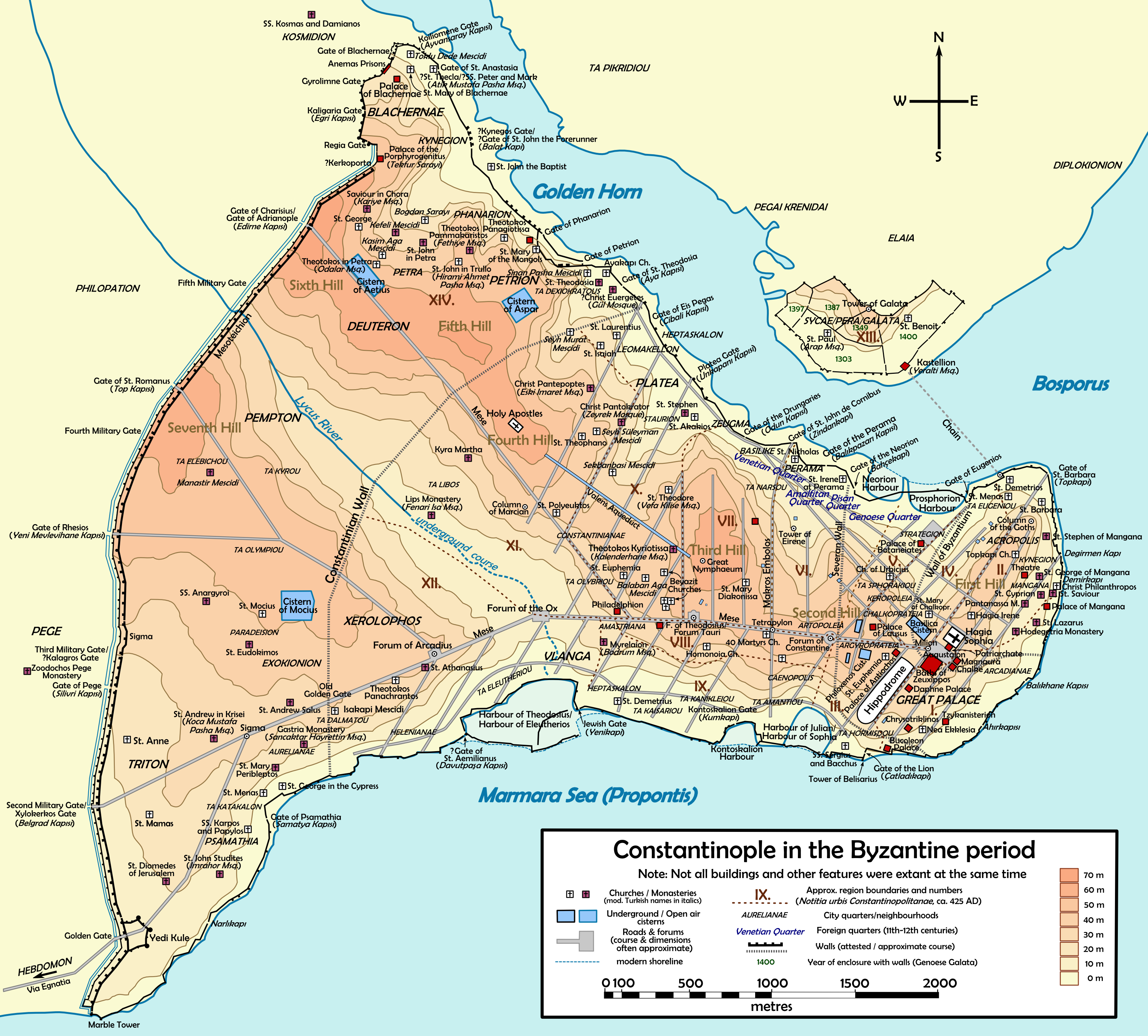
Carte de Constantinople faisant notamment figurer les quartiers des républiques commerciales italiennes, le long de la muraille nord.

La fiscalité sous Isaac II est relativement difficile à saisir. Selon Nicétas Choniatès, sa générosité excessive l'aurait amené à taxer de plus en plus la population pour sauvegarder le trésor impérial. Il aurait même favorisé les fiscalistes les plus créatifs à la cour. Selon les situations, il semble osciller entre imposition excessive et privilèges fiscaux. Michel Choniatès loue sa générosité fiscale dans certaines régions de Grèce car plusieurs cités bénéficient de privilèges alors que cette même fiscalité conduit à la rébellion des Bulgares et des Valaques dès 1185-1186. Il est probablement partagé entre le souhait de ne pas surimposer la population et les nécessités de la gestion de l'Empire. Plusieurs fonctionnaires sont réputés pour leur rigueur fiscale, comme Théodore Choumnos, Théodore Kastamonitis ou Michel Stryphnos, même si ce dernier se distingue par des abus et des soupçons d'enrichissement personnel,.
Dans l'ensemble, la société byzantine connaît à cette époque un degré assez élevé de corruption parmi la haute aristocratie. Il n'apparaît pas qu'Isaac II y ait apporté de réelles corrections, craignant peut-être que la fragilité de son pouvoir ne lui permette pas de s'attaquer à un tel problème,. Michael Hendy a souligné l'importance du phénomène de « privatisation » de certains offices impériaux qui affaiblissent jusqu'à la fonction de collecte fiscale de l'Empire. Au-delà, il note une croissance économique de provinces qui se détachent de plus en plus d'un centre affaibli.
Isaac II intervient aussi sur le régime fiscal des républiques commerciales italiennes, de plus en plus présentes à Constantinople et influentes dans l'économie de l'Empire. Le massacre des Latins dans la capitale, en 1182, au moment de l'arrivée d'Andronic Ier s'est accompagné de la fin de certains privilèges qui leur étaient accordés. Quand elles se manifestent auprès d'Isaac, notamment Gênes et Pise en 1192, le souverain byzantin rétablit ces privilèges, en particulier en matière de douanes. Dès 1187, Isaac a rétabli les privilèges de la république de Venise, espérant sûrement stimuler le commerce au sein de l'Empire. En effet, les quartiers génois et pisans de Constantinople connaissent une croissance sensible,. Par ailleurs, par ces traités, les Byzantins espèrent sûrement restreindre l'activité des pirates italiens très actifs dans la mer Égée, notamment Guglielmo Grasso. Ainsi, en 1192, Isaac se plaint dans une lettre envoyée à la république de Gênes des agissements de pirates génois et pisans qui ont pillé des navires vénitiens et demande une compensation pour les pertes commerciales subies par les Byzantins, dont l'empereur, à cette occasion,.
Les lourdes dépenses du règne d'Isaac, liées en bonne partie à la multiplication des campagnes militaires, entraînent une dépréciation de la monnaie byzantine. Les pièces battues sous Isaac sont d'une qualité variable. Le trikephalon en électrum passe de cinq carats à quatre carats et la monnaie en cuivre (le stamenon) connaît aussi une accélération de son altération entamée sous Jean II Comnène,. D'autres événements fragilisent le trésor impérial, notamment le pillage du Grand Palais consécutif à sa prise du pouvoir, le dédommagement de certaines républiques italiennes, dont Venise en 1189 ou encore le paiement de tributs, en particulier aux Turcs. Ces dépenses l'obligent à certains expédients, notamment quand il gage de la vaisselle monastique pour financer son armée. Dans l'ensemble, les difficultés financières du règne d'Isaac sont à intégrer dans une perspective plus large, celle d'un Empire byzantin aux ressources en déclin à la fin du XIIe siècle, avec une concurrence accrue des républiques commerciales italiennes et une rétraction des sources de revenus, liée pour partie au déclin territorial même si les historiens ne s'accordent pas sur l'ampleur de ce déclin économique,.

### Constructions et restaurations architecturales
Quelques constructions et restaurations de monuments sont à mettre à l'actif d'Isaac II. Plusieurs églises et monastères en bénéficient avec des mosaïques rénovées. L'empereur est particulièrement dévoué à la Vierge Marie et à l'archange saint Michel, lesquels apparaissent fréquemment sur ses pièces de monnaie. Une église en l'honneur de Saint-Michel est rebâtie à Anaplus, sur le Bosphore,. Il y installe une icône du Christ particulièrement vénérée, en provenance de Monemvasie. Il fait enlever les célèbres portes de bronze de la Chalkè et retire plusieurs des décorations les plus riches de la Nea Ekklesia, qu'il transfère dans l'église d'Anaplus,. Ces choix iconographiques se placent sûrement dans une vision dont le but est d'associer cette église à plusieurs représentations de la liturgie chrétienne autant que d'une symbolique impériale. Selon Kallirroe Linardou, Isaac aurait eu l'ambition d'en faire son lieu d'inhumation.
Il fait ériger des bains splendides, des salles de banquets et plusieurs bâtiments le long de la mer de Marmara. Une tour est bâtie au niveau du quartier des Blachernes pour en améliorer la défense et plusieurs institutions de charité publique sont créées. Un palais construit par Andronic Ier ainsi que la résidence du grand drongaire sont transformés en hôpitaux, tandis qu'Isaac dégage des fonds importants pour faire rebâtir le quartier de Galata, détruit par les flammes,.

### Politique religieuse

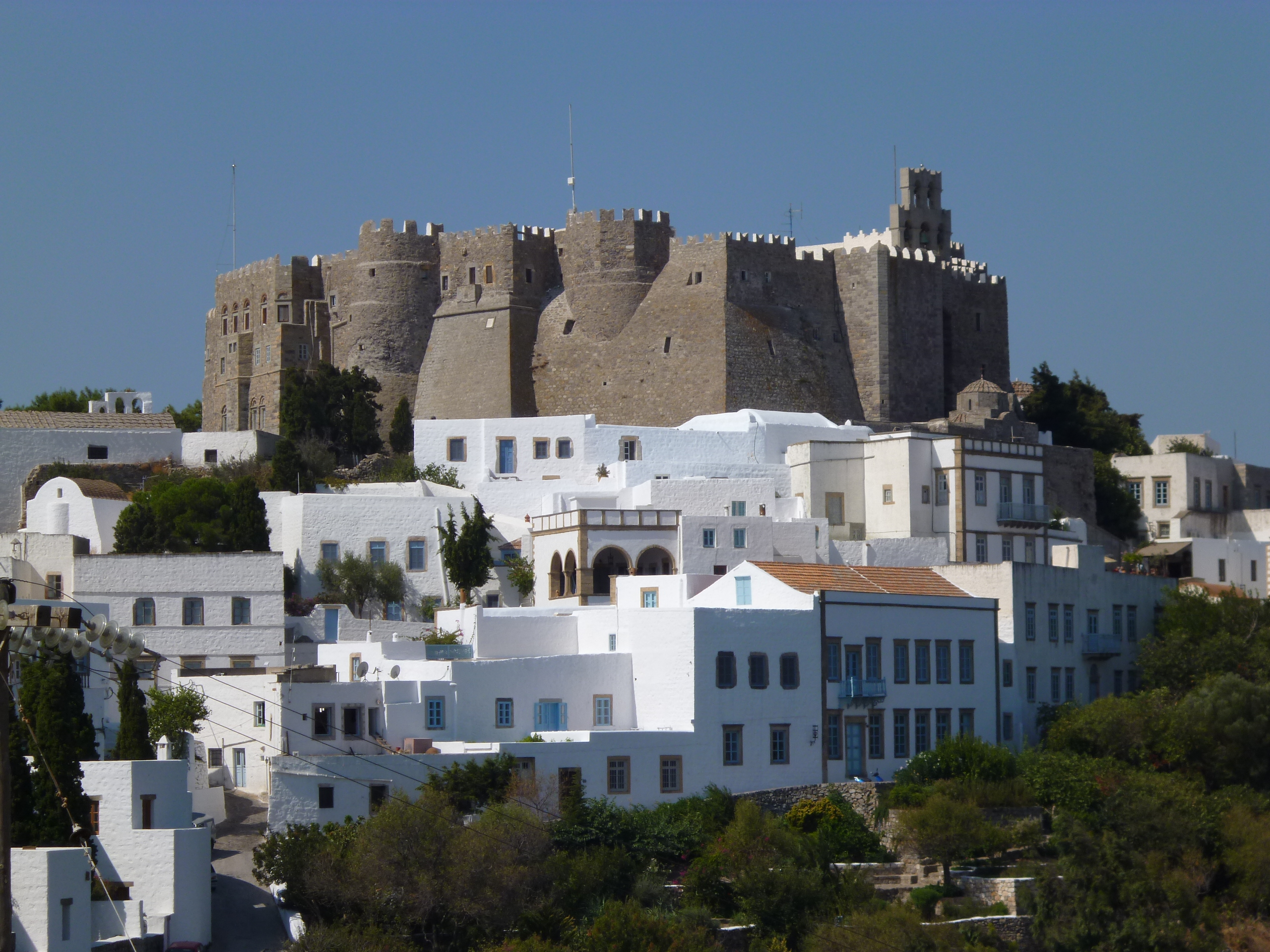
Photographie du monastère de Patmos, fondé par Alexis Ier Comnène et dont les privilèges sont réaffirmées par Isaac II.

Au-delà de la démission forcée de Basile II Kamatéros, Isaac II intervient à plusieurs reprises dans les affaires ecclésiastiques, comme souvent les souverains byzantins. Très proche d'un moine du monastère du Stoudion qui aurait prédit son ascension impériale, un certain Dosithée, il s'enquiert de son élévation dans l'ordre ecclésiastique. D'abord patriarche de Jérusalem, il est pressenti par l'empereur pour prendre le patriarcat de Constantinople. Isaac II semble avoir trouvé un prétexte en utilisant Théodore Balsamon, le patriarche d'Antioche, pour trouver des justifications légales à un tel mouvement. Il aurait dupé Balsamon en lui faisant croire qu'il souhaite le promouvoir à Constantinople, à la place de Nicétas II mais quand celui-ci se retire en 1188 ou 1189, c'est finalement Dosithée qui est nommé. Cependant, ce stratagème soulève une forte opposition dans le clergé et Dosithée doit se retirer après seulement neuf jours, remplacé par Léonce le Théotokite. Toutefois, Isaac II n'abandonne pas et s'efforce de renforcer les soutiens autour de Dosithée, qu'il nomme à nouveau patriarche quelques mois plus tard. Si son mandat dure un peu plus longtemps, les dissensions au sein du clergé restent fortes, d'autant que Dosithée, connu pour ses prédictions, semble avoir perdu en crédibilité y compris aux yeux de l'empereur. Dans les milieux ecclésiastiques, son passage du patriarcat de Jérusalem à celui de Constantinople reste perçu comme contraire aux règles canoniques. Soumis à une pression de plus en plus grande, Dosithée finit par se retirer en septembre 1191. Il est remplacé par Georges II Xiphilin, un candidat de compromis, qui reste en fonction jusqu'en 1198. Au moment de son accession, il requiert des membres les plus importants du clergé une déclaration d'adhésion aux choix de l'empereur, pour mettre un terme aux tensions. Ces épisodes troublés montrent que si Isaac II a la main sur les nominations patriarcales, il ne peut ignorer l'avis du clergé.
Isaac II est aussi attentif à la bonne tenue de l'administration ecclésiastique. En 1186, il est saisi par le métropolite de Cyzique qui dénonce l'incurie de l'administration patriarcale qui annonce avec retard la tenue d'élections pour certains offices, notamment les évêchés. L'empereur diligente une enquête qui confirme le fait ; il annule cinq élections et exige que des délais corrects soient respectés dans l'annonce des élections. De même, quand il apprend que de nouveaux évêques et archevêques n'ont pas envoyé leur femme dans des couvents, comme préconisé par les règles canoniques, il leur demande d'y remédier rapidement, sous peine d'être congédiés. En 1189, il édicte une nouvelle liste des sièges métropolitains et de leur hiérarchie, avec certains évêchés qui sont promus, comme ceux d'Argos et de Niš. Cet édit est complété en 1193 d'un autre qui rappelle que les métropoles plus anciennes n'ont plus de préséance sur d'anciens évêchés désormais élevés au rang de métropole.
À la différence d'autres souverains byzantins, Isaac II ne multiplie pas les donations de terres au clergé. Un seul exemple de donation au profit d'un évêché est attesté sous son règne. En revanche, il s'assure par un décret que les propriétés d'un évêque décédé restent à l'Église après sa mort. Avec les monastères, il n'est pas beaucoup plus généreux. Il renouvelle un privilège au profit du monastère Saint-Jean-le-Théologien de l'île de Patmos, les autorisant à envoyer de la vaisselle partout dans l'Empire pour recueillir des provisions ou à emprunter un navire sans avoir à payer de taxes. En l'occurrence, il en assouplit les conditions. D'autres privilèges sont parfois accordés ou confirmés à d'autres monastères. En revanche, Georges Xiphilin remet en cause l'interprétation d'une règle très favorable aux monastères. Souvent placés sous l'autorité directe du patriarche et non de l'évêque, il énonce que les propriétés de ces monastères ne sont pas soumis à cette dérogation et dépendent donc de l'évêché, ce qui réduit l'indépendance du clergé monastique.
En outre, Isaac II, comme certains autres empereurs byzantins, s'en prend aussi aux propriétés du clergé. Face à la révolte d'Alexis Branas, il met en gage la riche vaisselle de certains propriétés monastiques pour trouver l'or nécessaire à la constitution d'une armée. Toutefois, une fois la victoire acquise, il rétrocède cette vaisselle. Il justifie cet interventionnisme en rappelant le caractère divin de la légitimité impériale autant qu'il réaffirme un certain absolutisme. En revanche, il se garde de trop s'ingérer dans d'épineuses questions théologiques, comme l'interprétation de la phrase attribuée à Jésus Christ : « Le Père est plus grand que moi », qui a soulevé la controverse sous Manuel Ier. Avec le pape, quelques relations sont attestées. Isaac envoie notamment une lettre à propos de la querelle du filioque, dont il attribue l'origine à la pauvreté d'analyse des Latins, reprenant la prétention à la supériorité intellectuelle et théologique des Byzantins.

## Politique extérieure
Durant tout son règne Isaac II Ange doit combattre sur le front des Balkans, d'abord contre les Normands, puis contre les Serbes qui progressent de manière inquiétante aux dépens de l'Empire. Les Bulgares se révoltent contre la fin du régime fiscal hérité du règne de Basile II et constituent avec les Valaques un État indépendant (1187). La multiplication des fronts et la valse des généraux à la tête des armées byzantines contribuent fortement aux difficultés militaires de l'Empire. Si aucune étude d'ampleur ne s'est penchée sur l'armée byzantine à la fin du XIIe siècle, Jean-Claude Cheynet a rejeté l'idée d'une diminution forte des effectifs sous Isaac II au profit des explications précédentes aux défaites de l'Empire.
Par ailleurs, un des événements diplomatiques les plus importants du premier règne d'Isaac est la troisième croisade mené par Frédéric Barberousse. Cette période de l'histoire byzantine a notamment été analysée par Charles Brand dans un ouvrage fondateur, Byzantium confronts the West, 1180-1204, dans lequel il met en évidence l'impact de la détérioration des relations byzantino-occidentales dans l'affaiblissement de l'Empire byzantin et mène au choc de la quatrième croisade en 1204.

### Guerre contre les Normands
Dès son avènement, Isaac II combat les Normands, qui avaient comme projet d'envahir l'Empire sous Andronic Ier Comnène ; l'avènement d'un nouveau basileus n'a pas arrêté leur politique belliciste. Juste avant la chute d'Andronic, les Normands s'emparent de Thessalonique, la deuxième cité de l'Empire, sur la route de Constantinople. Le nouvel empereur nomme rapidement le stratège Alexis Branas au commandement suprême des forces militaires. Celui-ci remporte des succès contre les troupes siciliennes du roi normand Guillaume II de Sicile, notamment lors de la bataille de Démétritzès le 7 novembre 1185. Les forces normandes sont contraintes de battre en retraite, abandonnant Thessalonique et prenant la mer en direction de l'Italie. Ceux qui restent à terre sont massacrés. Seule la ville de Dyrrachium résiste un temps avant d'être reprise au printemps suivant par les Byzantins, au terme d'un siège lors duquel Isaac II intervient personnellement,. Ce succès d'importance met un terme à une menace vitale pour l'Empire mais l'a contraint à dégarnir certaines de ses frontières ou provinces pour vaincre les Normands. Par ailleurs, les îles Ioniennes, conquises par les Normands à l'occasion de cette campagne ne sont pas récupérées par les Byzantins et deviennent le siège du comté palatin de Céphalonie et Zante,. En 1187, un traité est conclu par lequel Irène Ange, la fille d'Isaac, épouse Roger de Sicile, héritier du trône normand.

### Alliance avec la Hongrie

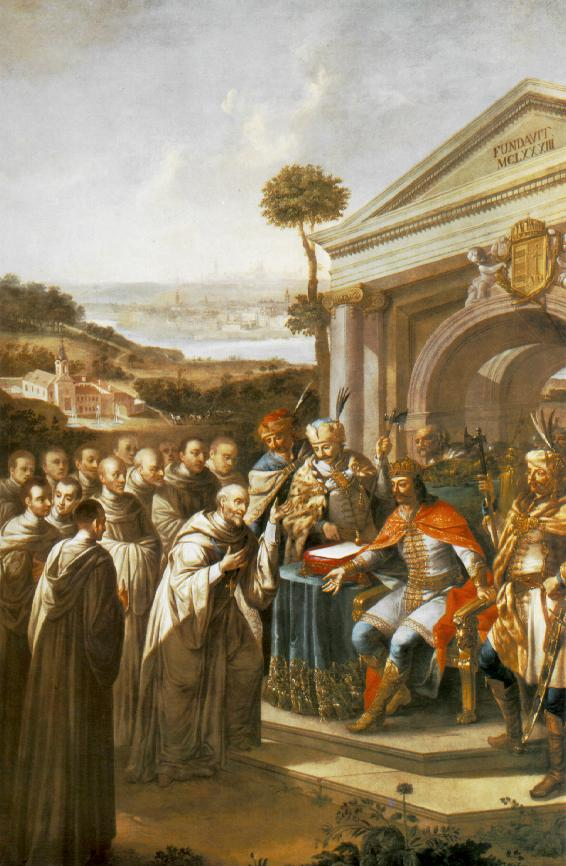
Tableau de Stefan Dormeister représentant Béla III, le beau-père d'Isaac. Peinture conservée à la galerie nationale hongroise.

Alors qu'il fait face aux Normands, Isaac II s'assure l'alliance du royaume de Hongrie, le puissant voisin septentrional de l'Empire byzantin qui a profité des déboires d'Andronic Ier pour s'emparer certains territoires à l'Empire. Dès novembre 1185, Isaac épouse Marguerite de Hongrie, la fille de Béla III, scellant cette alliance. Il reçoit en dot les territoires récemment conquis par la Hongrie, en particulier la vallée de la Morava et une partie du cours du Danube jusqu'à Belgrade au nord, notamment la région de Niš et de Braničevo. En revanche, la Croatie et la côte dalmate restent sous l'influence hongroise. La région concernée par la dot fait encore l'objet de débats, des historiens comme Alicia Simpson y incluent notamment la ville de Sirmium. Quoi qu'il en soit, cet accord garantit une paix solide avec le royaume de Hongrie, même si la révolte des Bulgares et des Valaques ne tarde pas à perturber de nouveau la région,,. Plus largement, cette alliance par le mariage s'inscrit dans une tendance forte de la diplomatie byzantine depuis Alexis Ier à accroître les liens du sang avec les puissances régionales, au-delà des traditionnelles unions entre grandes familles byzantines.
En 1190, Isaac II rencontre Bela III près de la Morava. Alors en campagne contre les Serbes, il espère probablement l'aide des Hongrois mais ces derniers ne s'engagent pas dans ce conflit. Dans l'ensemble, Béla III est plus préoccupé par l'accroissement de son influence en Serbie que par le souhait d'aider son beau-fils dans les Balkans. Ainsi, en 1192, Béla III envahit la Serbie malgré les protestations des Byzantins, qui voient là une pénétration dans leur zone d'influence comme en témoigne une lettre d'Isaac au pape Célestin III à ce propos. En revanche, le souverain hongrois essaie de jouer les médiateurs entre Isaac II et Frédéric Barberousse et, s'il envoie un contingent hongrois accompagner les Croisés, l'empereur germanique le maintient à distance quand il s'approche de Constantinople. En 1194-1195, face à l'accroissement de la menace bulgare, Isaac appelle à l'aide Béla III qui répond favorablement mais son renversement par Alexis III met un terme à ce projet d'intervention,.

### Relations avec les Turcs
Dès son accession au trône, Isaac II est confronté à la menace que fait peser le sultanat de Roum sur la frontière orientale de l'Empire. Le sultan Kılıç Arslan II profite des troubles de l'Empire pour lancer une attaque dans la vallée du Méandre, particulièrement destructrice. Isaac II obtient la paix en offrant des cadeaux au sultan et en renouvelant le tribut annuel. Une trêve s'impose quand le sultan est confronté à l'éclatement d'une guerre civile entre ses nombreux fils qui doivent se partager le sultanat à la mort de leur père. L'un de ses fils parvient à s'emparer de lui en 1189 et c'est seulement en 1192 que Kılıç Arslan II reprend sa place, quelques mois avant sa mort. Son successeur, Kay Khusraw Ier, se montre d'emblée offensif puisqu'il lance un raid profond en Bithynie. Au début de l'hiver 1192-1193, Isaac II contre-attaque mais il préfère finalement se replier devant cette entreprise risquée à une période de l'année compliquée. Il se contente de renforcer la frontière, bâtissant notamment la forteresse d'Angelokastron, peut-être identifiable à la localité de Chôma,.
Le sultanat de Roum est aussi un lieu d'exil pour des opposants politiques comme Théodore Mancaphas après sa fuite de Philadelphie. De même, un homme se rend auprès de Kılıç Arslan en se faisant passer pour Alexis II Comnène, pourtant assassiné par Andronic Ier. La figure du jeune empereur assassiné est alors fréquemment utilisée par les ambitieux pour tenter d'acquérir une légitimité impériale. Le sultan ne le soutient pas ouvertement, certainement conscient de la duperie, mais lui permet de recruter des Turcomans. Avec plusieurs milliers d'hommes, il s'avance dans la vallée du Méandre sans rencontrer d'opposition mais est tué par un prêtre dans son campement,.

### Révolte des Bulgares

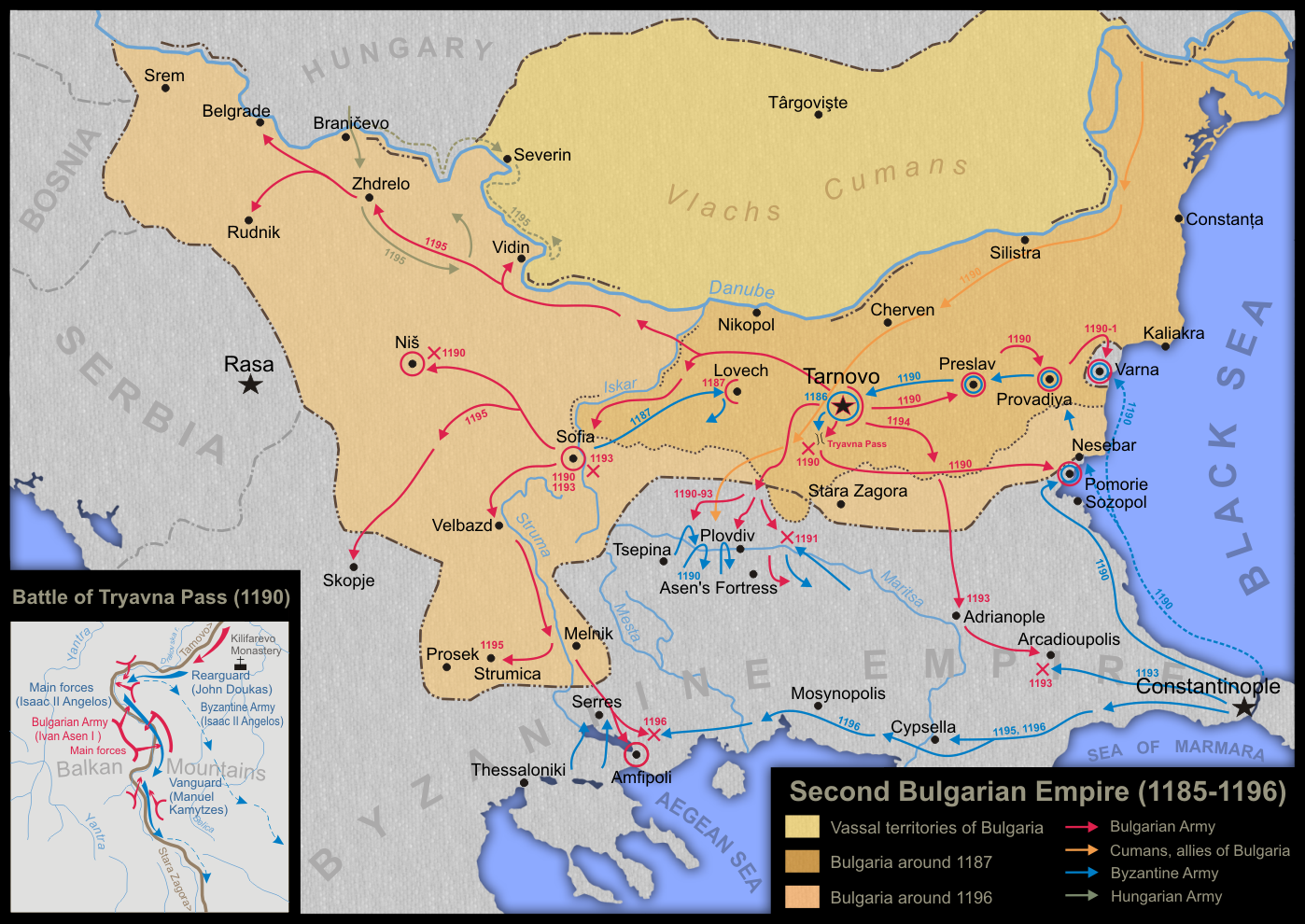
Carte des actions liées à la rébellion des Bulgares et des Valaques.

#### De la révolte à l'indépendance (1185-1188)
La guerre contre les Normands contribue largement à perturber la situation dans les Balkans, notamment en Bulgarie, une région conquise sous Basile II mais dotée de sa propre identité et dont les garnisons sont mobilisées face à Guillaume II de Sicile. En 1185, la levée d'un nouvel impôt destiné à financer le mariage d'Isaac II avec une princesse hongroise entraîne suscite un profond mécontentement des Bulgares et des paysans Valaques, devenant le symbole de provinces qui ne supportent plus les demandes croissantes de la capitale. Les historiens ne s'accordent pas sur les causes exactes de la révolte. Un courant plaide pour le rôle cardinal d'une imposition excessive et d'un mouvement dirigé contre un pouvoir central devenu trop oppressif, tandis que d'autres soulignent l'importance du caractère ethnique du soulèvement parmi une population jamais complètement intégrée à l'Empire.
La révolte est dirigée par deux boyards, Pierre IV de Bulgarie et Ivan Asen Ier. Ces derniers viennent à la rencontre d'Isaac en 1185, alors que l'empereur est en campagne contre les Normands. Ils lui proposent de le soutenir militairement, en échange d'une donation de terres, une pronoia mais Isaac refuse, allant jusqu'à faire frapper l'un des deux, ce qui déclenche un véritable soulèvement dès la fin de l'année 1185,. Les deux hommes s'appuient sur la ferveur religieuse et déclarent que Saint Démétrios de Thessalonique a abandonné la cité aux Normands en 1185, prouvant par-là que les Byzantins n'ont plus l'onction divine. La nouvelle confédération fait alliance avec les Coumans et le joupan serbe Stefan Nemanja et rapidement, la cité historique de Preslav est prise par les rebelles. D'abord, Isaac envoie le sébastokrator Jean Ange Doukas contre les Bulgares (fin 1185 ou début 1186), mais il est suspecté de comploter contre l'empereur et remplacé par Jean Cantacuzène,. Audacieux, il poursuit l'ennemi dans les montagnes mais néglige de protéger ses arrières et subit une lourde défaite. Face à ces échecs, Isaac finit par rappeler le général Alexis Branas, alors en disgrâce. Pendant ces mois de commandement, en 1186, Branas parvient à limiter le développement de la révolte, empêchant les Valacho-Bulgares de s'établir en Thrace mais ne peut mater la révolte. Les rebelles parviennent alors habilement à échapper à toute bataille rangée au profit d'une forme de guérilla qui s'appuie sur un terrain montagneux et la porosité de la frontière avec les Coumans, qui sont des alliés de poids.
La tentative d'usurpation d'Alexis Branas affaiblit gravement le front byzantin. Elle le prive d'un général compétent et Isaac II doit s'engager personnellement contre les Bulgares en juin 1187. Quand il rentre en campagne, il s'oppose à des défenses solides. Toutefois, profitant de circonstances favorables, peut-être le brouillard, il parvient à les franchir et vainc lourdement les Bulgares et les Valaques. Cependant, il se rend rapidement compte que débusquer les rebelles de leurs positions montagneuses va être très difficile et il préfère se replier, négligeant de maintenir de fortes garnisons dans la région. Bulgares et Valaques, qui se sont repliés vers le nord, s'allient alors avec les Coumans et redescendent vers le sud. Isaac doit mener une nouvelle campagne en septembre 1187, envoyant Andronic Cantacuzène en défense d'Anchialos, lui-même se dirigeant vers Berrhoé (Stara Zagora). Il tente d'intercepter une troupe de 6 000 Coumans revenant d'un raid avec des prisonniers et du butin. Imprudents, les Byzantins sont dupés par les Coumans qui font semblant de fuir avant de se jeter sur l'avant-garde désorganisée. Seule l'intervention du reste de l'armée impériale permet de chasser les Coumans, non sans pertes. Par la suite, Isaac II se contente de quelques patrouilles et laisse son armée hiverner à Sofia.
Au printemps 1188, Isaac II est déterminé à remporter une grande victoire contre les rebelles, qui sont jusque-là parvenus à éviter toute bataille rangée d'importance au profit de raids. Le détail de la campagne, qui part de Sofia, est méconnu. Isaac tente de prendre quelques places fortes adverses sans grands résultats mais capture la femme d'Ivan Asen. Malgré cela, l'empereur n'est pas en position de force quand il négocie avec les rebelles et doit leur concéder l'existence d'un État bulgaro-valaque indépendant entre la chaîne du Grand Balkan et le Danube. En échange, Ivan Asen, qui obtient la libération de son épouse, envoie son fils Kalojan comme otage à Constantinople. En 1189, les Bulgares et les Valaques tentent de profiter du passage de Frédéric Ier Barberousse pour lui offrir leur aide. Ils auraient été prêts à mobiliser 40 000 hommes aux Croisés. Si ce nombre paraît peu vraisemblable, Isaac II prend la menace au sérieux, même si Frédéric Barberousse ne donne pas suite aux propositions bulgaro-valaques.

#### Un état de guerre permanent (1190-1195)
Isaac II Ange, désireux de restaurer la puissance de l'Empire dans les Balkans, lance une offensive contre les Bulgares peu après celle lancée avec succès contre les Serbes en 1190. Cette nouvelle attaque n'a pas la même fortune. Elle est censée s'appuyer sur une flotte qui doit remonter le Danube mais elle semble n'avoir jamais atteint sa destination. Quant aux forces terrestres, elles se heurtent à un terrain très fortifié. Alors qu'il se replie, il s'aventure par une passe montagneuse que les Valaques et les Bulgares s'empressent d'occuper. Après avoir laissé passer l'avant-garde, ils se jettent sur le gros de l'armée byzantine. Rapidement désorganisée, elle souffre de lourdes pertes, même si Isaac et son escorte parviennent à rejoindre Berrhoe. Il doit rapidement revenir à Constantinople pour prouver à tous qu'il a survécu.

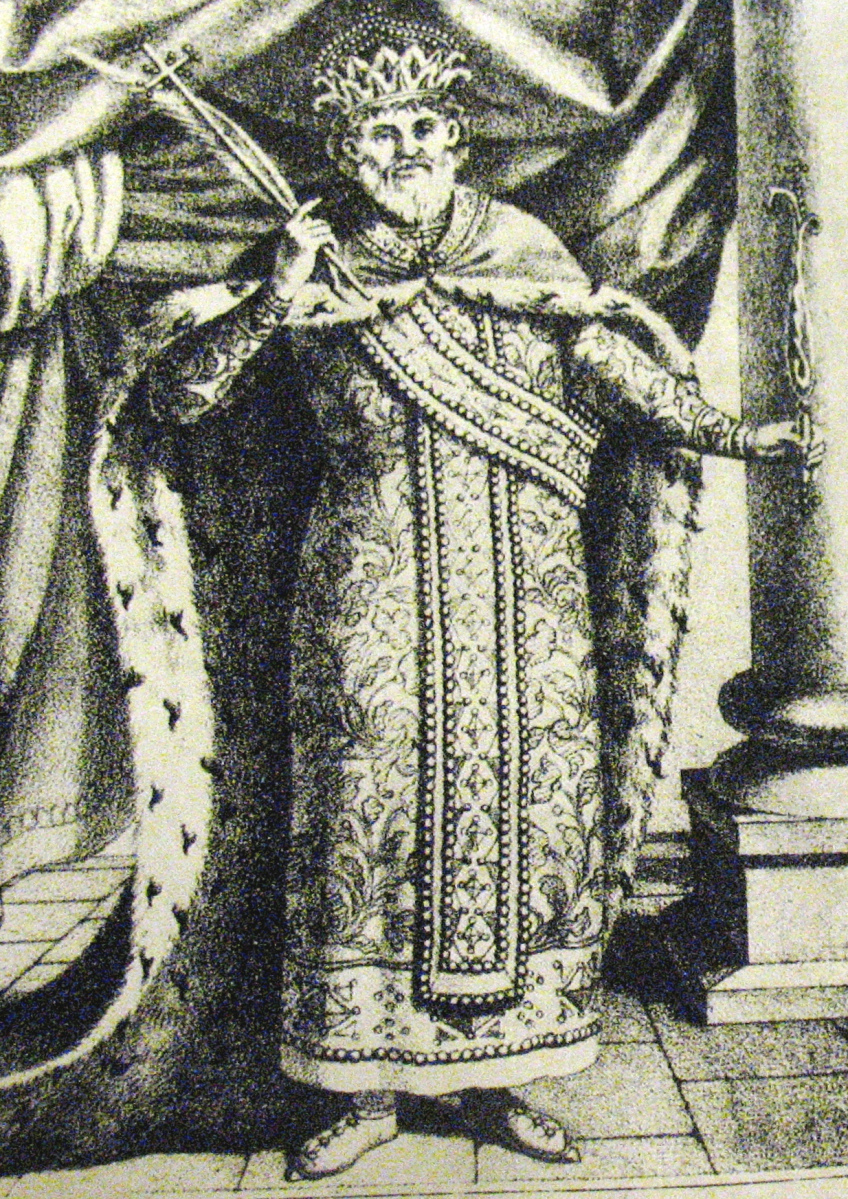
Lithographie d'Ivan Asen par Nikolai Pavlovic, réalisée en 1860.

En 1191, les Bulgaro-valaques profitent de leur succès pour amplifier leurs raids. Ils s'en prennent à Varna et à Anchialos sur la mer Noire, ainsi qu'à Sofia et Niš près des montagnes. Les forces byzantines tiennent encore le centre de la Bulgarie et Isaac fait restaurer les murailles de Varna et d'Anchialos et combat ses adversaires autour de Philippopolis le 21 septembre.
En 1192, alors que des dissensions apparaissent entre Pierre et Ivan Asen, Isaac confie la région stratégique de Philippopolis à Constantin Ange Doukas, qui repousse victorieusement plusieurs attaques des Bulgares et des Coumans mais il se fait proclamer empereur l'année suivante avant d'être arrêté à Andrinople et d'être aveuglé. À nouveau, une révolte fragilise le front byzantin,,. D'autant qu'à la même époque, un certain Andronic Comnène, dux de Thessalonique est suspecté de complot, destitué et aveuglé, tandis que Constantin Aspietes, le dux de Skopje subit le même sort quand il décide de payer les soldes en retard de ses hommes, ce qui est vu comme une tentative de les acheter. Max Ritter a souligné l'importance de ces problèmes de loyauté chez les généraux de l'Empire, estimant par ailleurs qu'Isaac montre une réelle compétence dans la conduite des différentes campagnes militaires qu'il a menées.
Les Asen profitent de ces événements pour passer les Balkans et ravager la Thrace. Isaac réagit en transférant des troupes d'Anatolie et deux généraux de premier plan doivent combattre l'ennemi : Alexis Gidos et Basile Vatatzès. Toutefois, ils sont lourdement vaincus près d'Arcadiopolis en 1194 et Vatatzès est tué. Dès lors, le front est en cours d'effondrement et la région de Berrhoé perdue,. L'empereur manquant de troupes passe tout l'hiver à lever une armée et demande à son gendre le roi de Hongrie des secours. Il finit par partir en campagne au printemps de 1195, mais c'est pour être renversé par une conspiration menée par son propre frère Alexis III Ange.

### Guerre contre les Serbes de Stefan Nemanja

Carte de la Serbie de Nemanja.

Après la mort de Manuel Ier Comnène, en 1180, les Serbes se considèrent dégagés de leurs promesses envers Byzance et Stefan Nemanja reprend son invasion. Il soutient opportunément la révolte valacho-bulgare pour se faire de nouveaux alliés dans sa lutte contre Constantinople. Selon une chronologie non établie, il réussit à s'emparer de la place de Niš et cherche à s'offrir un débouché sur la mer Adriatique en occupant la Dioclée en Dalmatie jusqu'aux bouches de Kotor, ce qui lui permet de s'affirmer comme une principauté régionale d'importance.
Cependant en 1190, peu après que la croisade allemande eut quitté le territoire byzantin, Isaac II Ange projette de reconquérir les Balkans. Il dirige une expédition contre Stefan Nemanja et le bat sur la Morava. Cette défaite oblige le chef serbe à signer un traité par lequel il s'engage à restituer ses dernières conquêtes, tout en lui garantissant les anciennes. Les Byzantins récupèrent donc le contrôle de la vallée de la Morava, dont la ville de Niš, ainsi que de Branicevo. De même, la ville de Skopje revient dans le giron byzantin mais le fait que Nemanja se voit reconnaître son indépendance démontre que le succès des Byzantins n'est que partiel. Le deuxième fils du joupan serbe épouse une nièce du basileus, Eudoxie Angelina et est créé sébastokrator. Parfois, ce traité a été vu comme une consécration de l'indépendance serbe mais l'alliance matrimoniale est aussi une manière pour les Byzantins de maintenir la Serbie dans un réseau d'interconnexions familiales. La vive réaction d'Isaac II à l'intervention hongroise en Serbie en 1192 démontre que l'Empire byzantin considère toujours ce territoire comme faisant partie de son aire d'influence. C'est notamment l'avis de Vlada Stankovic qui rappelle la permanence de l'appartenance de la Serbie à l'orbite culturelle byzantine, bien après la mort d'Isaac II et de Stefan Nemanja.

### Croisade de Frédéric Barberousse (1188-1190)

#### La préparation de la croisade
C'est le 27 mars 1188, à la suite de la prise de Jérusalem par Saladin le 2 octobre 1187, que Frédéric Barberousse décide de prendre la croix à Mayence. Frédéric, comme ses prédécesseurs, doit passer par l'Empire byzantin s'il veut atteindre la Terre sainte. Il choisit la voie diplomatique pour arriver à ses fins. Parmi les Byzantins, la perspective d'une telle traversée suscite des inquiétudes, surtout que les tensions sont vives avec les Latins depuis la première Croisade. Le patriarche Dosithée va jusqu'à prédire la prise de Constantinople par les Germaniques et Isaac préfère faire murer la porte par laquelle ils sont censés pénétrer dans la ville. Néanmoins, il opte lui aussi pour la diplomatie. Après des échanges d'ambassades, menées notamment par Jean Doukas Kamatéros, un accord est signé en septembre 1188 à Nuremberg entre l'empereur Barberousse du Saint-Empire romain germanique et Isaac II Ange. Cet accord autorise les armées germaniques à traverser le territoire byzantin à condition qu'elles s'abstiennent de toute violence.

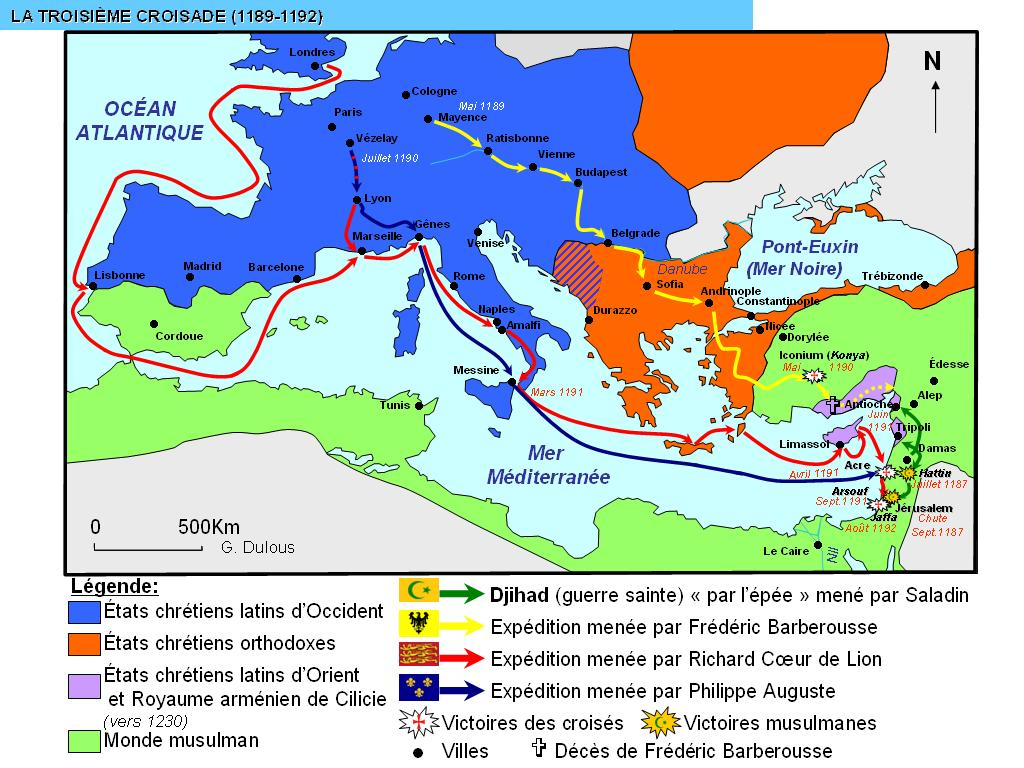
Carte des parcours empruntés par les souverains de la troisième Croisade.

À son approche du territoire byzantin, Frédéric Barberousse s'enquiert de l'absence de nouvelles de la part d'Isaac II ou de représentants impériaux. Isaac est alors en plein siège de Philadelphie et lui-même ne reçoit pas les émissaires germaniques, qui mettent du temps à arriver à Constantinople. Cette absence de communication provoque des inquiétudes des deux côtés. Isaac craint que Barberousse ne s'allie aux Bulgares, aux Valaques et aux Serbes tandis que l'empereur germanique a des échos de négociations en cours entre les Byzantins et Saladin. Les chroniqueurs occidentaux ont souvent mis en exergue ces négociations comme des preuves d'une collusion entre les Byzantins et les Arabes contre les Croisés, justifiant de considérer l'Empire byzantin comme un adversaire légitime.
Le détail des relations byzantino-arabes sous Isaac II reste imprécis et sujet à caution. Dès 1185, Isaac reçoit l'ambassade arabe envoyée en réponse à celle d'Andronic Ier. Il répond favorablement à l'accord proposé par Saladin. Puis, en 1187, il reçoit une ambassade arabe l'informant de la prise de Jérusalem tout en lui apportant des cadeaux prestigieux, notamment un éléphant. Isaac aurait répondu favorablement au renouvellement du traité conclu, tout en informant Saladin de l'arrivée prochaine d'une nouvelle croisade. Saladin l'en aurait remercié et aurait donné son accord à un traité conférant aux Byzantins l'entièreté de la Terre sainte, leur permettant notamment d'installer un clergé byzantin dans toutes les églises. En échange, Isaac II devait envoyer une flotte en soutien des Arabes contre Antioche et empêcher les Croisés de passer par le territoire impérial. Si ce récit a parfois été repris, en particulier par Charles Brand qui y voit un infléchissement de la diplomatie byzantine contre l'Occident catholique,, d'autres historiens comme Jonathan Harris estiment qu'il est exagéré et que si des relations diplomatiques ont existé entre Isaac II et Saladin, aucune alliance formelle contre Frédéric Barberousse n'a été conclue,. Harris s'appuie sur les auteurs arabes qui ne mentionnent que des clauses plus modestes. Parmi les clauses de ces accords figure la gestion de la mosquée de Constantinople, destinée à la population musulmane de la capitale byzantine. Saladin est ainsi invité à envoyer un groupe de religieux pour inaugurer la khutba au nom du califat abbasside,. Si des lettres témoignent du maintien de relations soutenues tout le long de la traversée de l'Empire par les Croisés, dans lesquelles Isaac assure à Saladin qu'il leur inflige des pertes et donc qu'il contribue à les empêcher de rejoindre la Terre sainte, Harris y voit surtout une façon de convaincre le général ayyoubide que les Byzantins ne sont pas des adversaires,,.
Dans un article dédié aux relations byzantino-arabes sous Saladin, Savvas Neocleous va dans le sens de Jonathan Harris. Les ambassades multiples entre les deux puissances régionales visent autour au maintien de bonnes relations qu'à des duperies mutuelles. Pour Saladin, l'objectif est bien de casser toute alliance potentielle entre les Byzantins et les Croisés, tandis qu'Isaac semble surtout jouer sur plusieurs tableaux. Quelque temps plus tard, Saladin n'hésite pas à rassurer Guy de Lusignan, devenu roi de Chypre, en lui assurant que la clause d'un traité prévoyant une attaque conjointe de l'île avec les Byzantins n'a plus lieu d'être, ce qui témoigne de la valeur relative des contenus des traités et messages.

#### Deux empereurs proches de la guerre

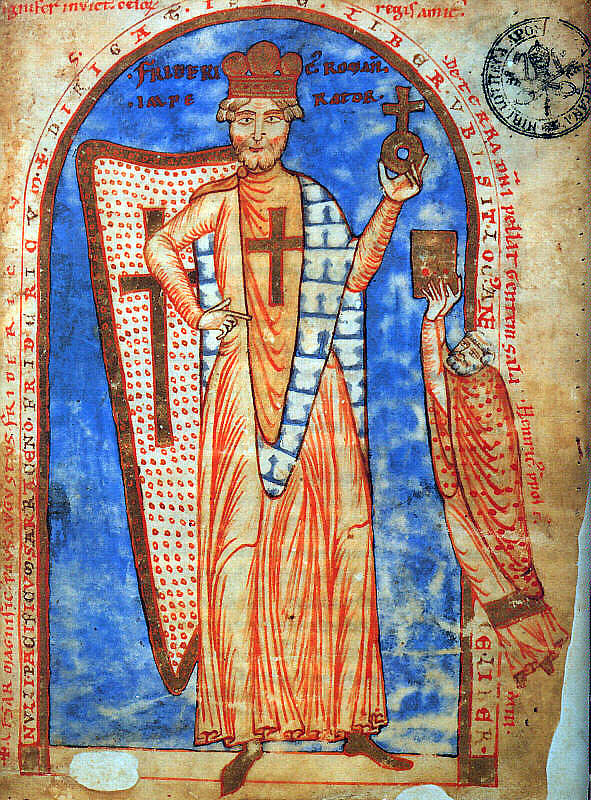
Barberousse habillé en croisé eut à se battre contre Isaac II pour aller en Terre sainte. Image issue du manuscrit Historia Hierosolymitana (Robert le Moine).

À son arrivée en territoire byzantin, Frédéric Barberousse est pris au dépourvu, les routes qu'il doit emprunter sont bloquées par l'armée impériale et les convois de vivres arrêtés. Dans le même temps, les ennemis de l'Empire byzantin rentrent en contact avec l'empereur germanique, en particulier Stefan Nemanja qui en profite pour capturer de nouvelles forteresses byzantines et se propose de devenir le vassal de Frédéric Barberousse. Si le gouverneur byzantin de Braničevo entreprend de guider les troupes germaniques, des tensions apparaissent rapidement, d'autant que des soldats croisés se ravitaillent parfois de force, tandis que des troupes irrégulières assaillent parfois ces derniers. Quand Barberousse arrive à Sofia, c'est pour constater que les convois de vivres sont toujours absents.
Des lettres pleines de récriminations sont échangées et Frédéric ravage la Thrace, autour de la cité de Philippopolis, alors qu'il apprend que ses ambassadeurs ont été arrêtés. Barberousse entre en négociation avec Manuel Kamytzès, lui rappelant que son souhait est seulement de traverser le plus pacifiquement possible l'Empire mais le général byzantin ne lui répond pas. Isaac II perçoit mal les avances diplomatiques des Bulgares et des Serbes auprès des Croisés, qu'il soupçonne de duperie et il renforce ses exigences auprès de l'empereur germanique. Il demande que la moitié des terres conquises aux Sarrasins lui reviennent et exige que plusieurs personnalités de la suite de Frédéric Barberousse se constituent comme otages. Celui-ci semble jouer la modération et se dit prêt à coopérer mais souhaite que ses ambassadeurs soient libérés. Surtout, les Germaniques n'apprécient guère le ton souvent hautain employé par Isaac dans ses missives. Il se décrit comme l'empereur des Romains, déniant ce titre à Barberousse, témoignage de la prétention byzantine à incarner l'Empire universel. Le 29 août, une escarmouche intervient et les Byzantins perdent une cinquantaine d'hommes puis perdent la cité de Berrhoé. De nouveau, des émissaires sont envoyés à Constantinople pour rappeler que Barberousse n'a pas fait de Nemanja son vassal, qu'il ne cherche pas à s'allier aux ennemis de l'Empire byzantin mais que la capture de ses ambassadeurs constitue un acte d'agression qu'il ne peut ignorer. De nouveau, Isaac Ange fait emprisonner ces messagers. Finalement, quand Nicétas Choniatès informe le basileus de la supériorité militaire des Germaniques, Isaac accepte de libérer les deux ambassadeurs le (19 octobre 1189),.
Le conflit n'en est pas fini pour autant, car les ambassadeurs libérés mettent Frédéric Barberousse au courant de l'accord signé entre Saladin et Isaac II, des prédications haineuses du patriarche et du mauvais traitement qui leur a été infligé. L'empereur germanique se considère donc en état d'hostilité avec l'Empire et après une bataille sanglante entre ses forces et l'armée byzantine à Didymotique, marche sur Andrinople qu'il atteint le 22 novembre. En février 1190 les Allemands sont presque aux portes de Constantinople et occupent la plupart des places fortes de Thrace et de Macédoine orientale après avoir incendié Berrhoé et Philippopolis. Finalement les deux empereurs signent le traité d'Andrinople (février 1190) par lequel le basileus s'engage à faire passer en Asie Frédéric Barberousse et son armée à Sestos et à Gallipoli, à leur assurer des vivres, à payer une indemnité aux deux ambassadeurs qui ont été retenus captifs et à ne pas punir ceux qui ont aidé les Allemands,.
Les croisés franchissent donc l'Hellespont (21-30 mars) et traversent l'Asie mineure, non sans qu'Isaac II ne prévienne Saladin de leurs mouvements. Les Allemands attaquent le sultan d'Iconium Kılıç Arslan Ier qui est battu et s'avancent vers la Terre sainte. L'arrivée de Frédéric Barberousse excite la terreur dans le monde musulman mais ce dernier meurt au passage du Selef le 10 juin 1190. Après cet événement l'armée germanique se disperse. Son successeur, Henri VI, maintient une posture agressive avec l'Empire byzantin, conquérant le royaume de Sicile et exigeant d'Isaac II qu'il lui rétrocède les conquêtes de Guillaume II en Macédoine,.

## Chute et deuxième règne

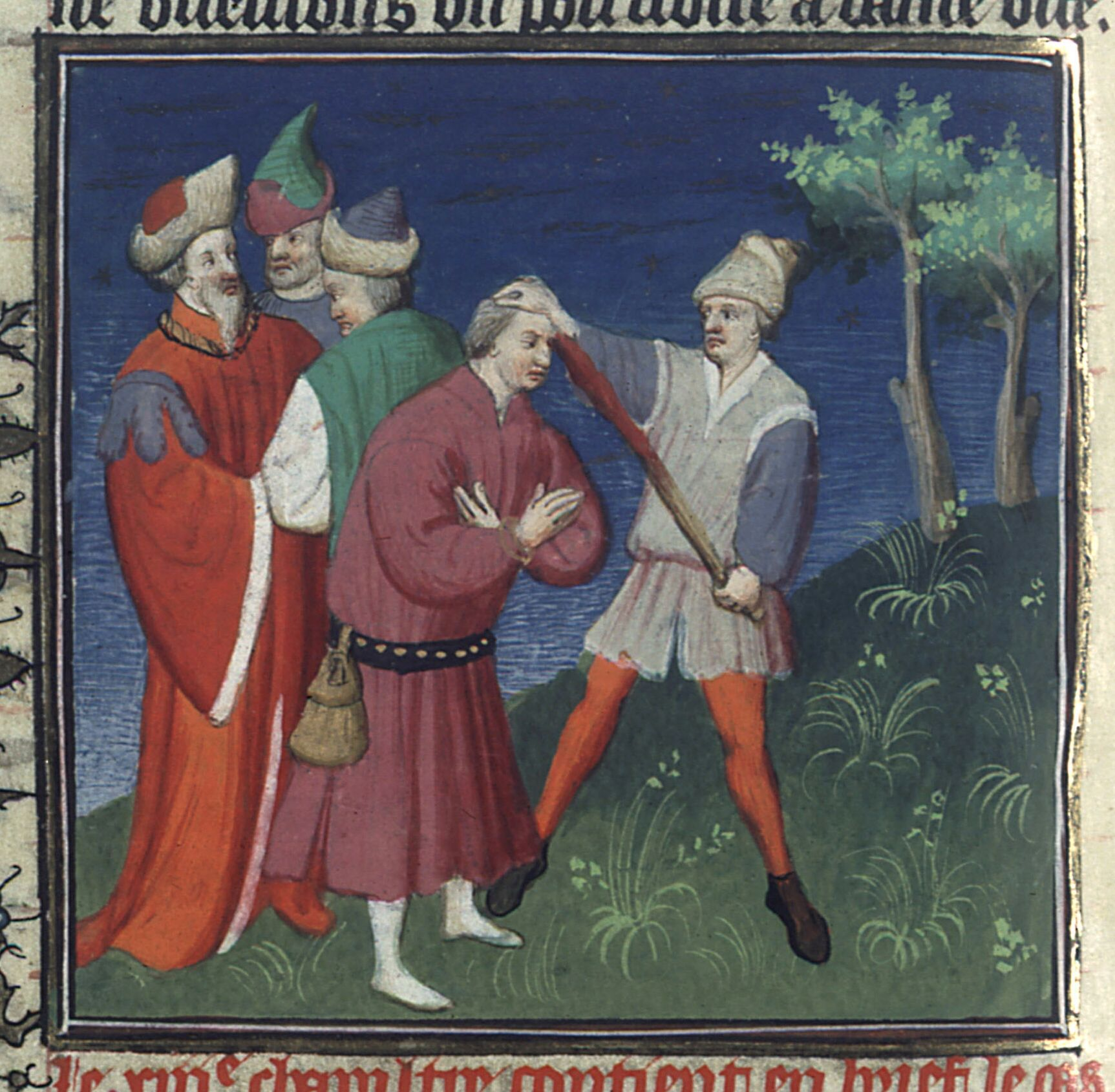
Isaac II aveuglé sur ordre de son frère. Manuscrit français du XV.

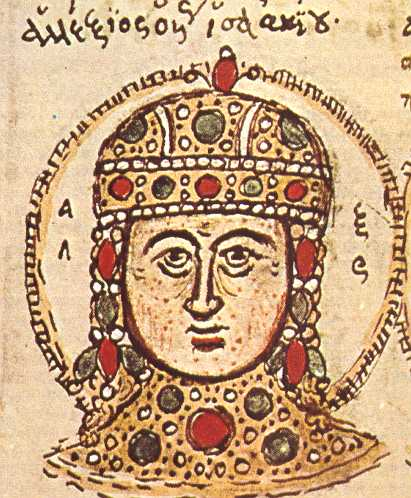
Portrait d'Alexis IV Ange dans le Mutinensis gr. 122.

En 1195, le régime d'Isaac II est très fragile, surtout après les défaites face aux Bulgares qui obligent à renouveler en profondeur les effectifs de l'armée. Les nouveaux soldats n'ont pas de liens avec l'empereur. L'armée, traditionnellement peu favorable à ce dernier, est de plus en plus agitée. Par ailleurs, plusieurs représentants de la haute aristocratie s'estiment mis de côté sous Isaac et entretiennent un climat de contestation. Parmi eux figurent Théodore Branas, Georges Paléologue, Constantin Raoul, Jean Pétraliphas ou encore Michel Cantacuzène,,. C'est dans ce contexte, appuyé par ces différents personnages, que le propre frère d'Isaac, le futur Alexis III Ange, se révolte en s'appuyant sur l'armée. Isaac II a probablement connaissance des agissements de son frère, pour lequel il semble avoir une certaine affection, mais refuse d'y prêter attention. Or, Alexis retourne une partie des soldats alors qu'Isaac mène une campagne contre les Bulgares. Quand il s'aperçoit de la trahison, Isaac II tente de fuir mais il est rapidement rattrapé et capturé par un certain Panteugenos. Le 8 avril 1195, son frère le fait aveugler vers Cypsela puis l'emprisonne,. Au cours de sa détention, d'abord au sein du Grand Palais, puis dans un lieu apparemment confortable sur la Corne d'Or à Diplokionion, il maintient certains contacts, notamment avec sa fille, Irène, mariée au roi de Germanie Philippe de Souabe. Il aurait demandé à celle-ci de profiter de son influence en sa faveur. En 1201, le fils d'Isaac, le futur Alexis IV Ange, se réfugie à Venise et demande l'aide de la république. Profitant de l'occasion, le doge Enrico Dandolo détourne la quatrième croisade sur Constantinople. Avec l'aide des Croisés, Alexis IV s'empare de Constantinople en juillet 1203, forçant Alexis III à la fuite. Son père est sorti de prison par des nobles byzantins et réinstallé sur le trône. Les Croisés exigent la reconnaissance par Isaac II du pacte de Zara pour autoriser Alexis IV à rentrer dans la capitale. Isaac obtempère et confirme ce pacte par un chrysobulle, avant de faire couronner son fils comme coempereur avec l'aval des Croisés,.
Dans les faits, Isaac II intervient peu dans les affaires de l'Empire, qui sont du ressort de son fils. Or, celui-ci fait face au défi de cohabiter avec les Croisés, de plus en plus exigeants alors même que la population byzantine est hostile aux Latins et fermée aux compromis. Ces tensions grandissantes conduisent à une profonde instabilité qui éclate en janvier 1204. Le Sénat byzantin, soutenu par la population, finit par nommer un nouvel empereur en la personne de Nicolas Kanabos, forçant Alexis IV et Isaac II à se replier dans un de leurs palais. Selon Choniatès, Isaac II aurait dit à son fils de ne pas se préoccuper de l'avis de la foule et de se tourner plutôt vers les Latins. Les deux empereurs en suspens font appel à Alexis Doukas pour les aider et faire intervenir les Croisés, mais Alexis Doukas joue double jeu et les accuse de collusion avec l'ennemi. Il retourne la garde varangienne et s'empare du trône sous le nom d'Alexis V le 28 janvier. Tant Alexis IV qu'Isaac II sont arrêtés et jetés en prison. Cette deuxième détention est fatale à Isaac qui meurt quelques jours plus tard.

## Famille

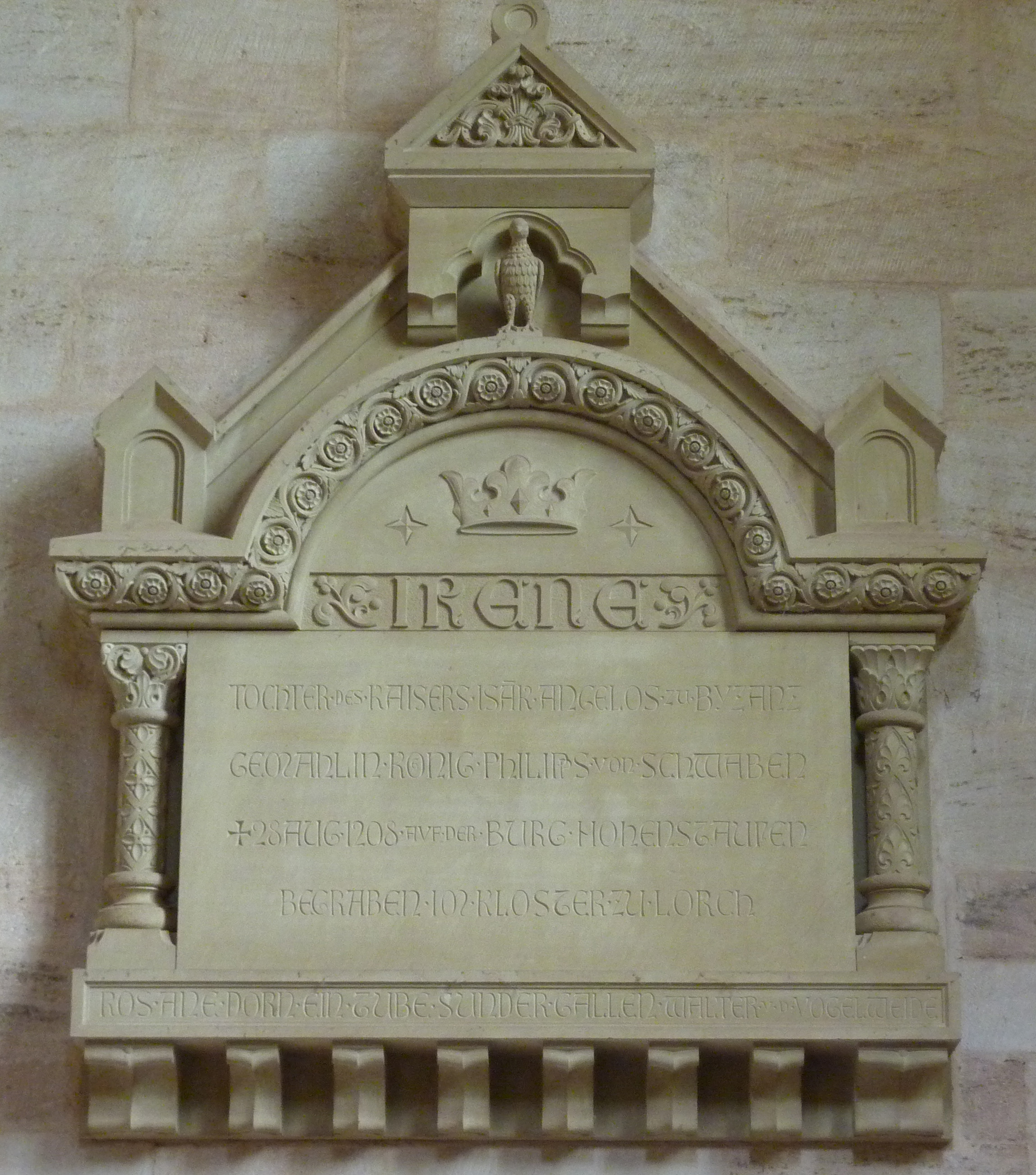
Mémorial dédié à Irène Ange, la fille d'Isaac II, reine de Germanie, au sein de le collégiale de Lorch.

Isaac Ange est d'abord marié à une certaine Irène, probablement une noble byzantine. le couple a une fille, Irène Ange, d'abord mariée en 1193 à Roger d'Apulie, le roi de Sicile, confirmant la paix avec les Normands après la tentative d'invasion en 1185. En 1197, elle se remarie avec Philippe de Souabe, qui devient roi de Germanie en 1198, cette alliance visant à légitimer les prétentions impériales d'Henri VI du Saint-Empire. Leur deuxième fille, Anne-Euphrosyne Ange, épouse en 1199 Roman Mstislavitch, le fondateur de la principauté de Galicie-Volhynie. Enfin, Isaac et Irène ont un fils, le futur Alexis IV Ange. Irène meurt avant 1185.
Dans le cadre d'une alliance diplomatique avec le royaume de Hongrie, Isaac II épouse en 1185 Marguerite de Hongrie, la fille de Béla III,. le couple a plusieurs enfants :
- Jean Ange de Syrmie, qui rejoint le royaume de Hongrie pour servir comme gouverneur de provinces[181] ;
- Manuel Ange, né vers 1195 et décédé en 1212, il aurait été exilé en Occident puisqu'il est mentionné dans un document en Allemagne, lié à sa demi-sœur Irène Ange. Il est peut-être mort au cours de la bataille d'Antioche du Méandre même si aucune certitude n'existe[182].

## Historiographie
Vilipendé par son principal chroniqueur contemporain, Nicétas Choniatès, Isaac II souffre d'une image souvent négative et son règne n'a pas toujours fait l'objet d'une grande attention de la part des historiens, étant placé juste après l'ère des Comnènes et avant le choc de la quatrième croisade.
Edward Gibbon, historien du XVIIIe siècle, juge particulièrement sévèrement Isaac II. Il écrit à son propos : « Isaac sommeillait sur son trône et ne se réveillait qu’à la voix du plaisir. Ses heures de loisir étaient consacrées à des comédiens et à des bouffons, et même pour ces bouffons Isaac était un objet de mépris. Le luxe de ses fêtes et de ses bâtimens surpassa tout ce qu’en avaient jamais étalé les cours ». Il reprend là l'image d'un souverain indolent, dont les rares succès ne peuvent masquer l'étendue de ses échecs.
Au-delà du seul Isaac II, les historiens sont souvent critiques des représentants de la famille des Anges, dont les règnes conduisent à la catastrophe de la quatrième Croisade. Alexandre Vassiliev écrit à leur sujet : « La dynastie des Ange ou des Ange-Comnène, grecque par son origine, ne donna pas à l’empire un seul empereur de talent : elle ne fit qu’accélérer la décadence de l’empire, déjà affaibli à l’extérieur et désuni à l’intérieur ».
Georg Ostrogorsky, particulièrement critique, estime que le règne d'Isaac II permet le retour des excès d'un appareil bureaucratique corrompu, pratiquant la vénalité des charges et les exactions fiscales, des pratiques combattues par les empereurs Comnènes selon lui. Il estime qu'il laisse croître trop aisément les grands propriétaires et l'aristocratie en général, favorisant une impéritie du pouvoir central. Si Louis Bréhier est critique du règne d'Isaac II, il lui reconnaît l'ampleur des défis qu'il doit affronter, écrivant que « malgré sa médiocrité, il avait la conscience de ses devoirs et que s'il échoua dans la plupart de ses entreprises, c'est que, quand il prit le pouvoir, la situation de Byzance était déjà désespérée ». Charles Brand a un avis relativement similaire, soulignant l'ampleur des défis qu'Isaac doit relever, confronté d'emblée à la menace d'une invasion extérieure et à une instabilité interne de plus en plus grande. Il rappelle le hasard qui préside à sa montée sur le trône et son manque d'expérience mais met en exergue son courage dans différents domaines, notamment quand il s'aliène une partie de l'aristocratie et quand il prend la tête de plusieurs campagnes militaires. Néanmoins, il termine en rappelant qu'il laisse l'Empire dans une moins bonne situation qu'à son arrivée sur le trône. Dans un ouvrage collectif en 2015, Alicia Simpson réinterroge plusieurs a priori sur la dynastie des Anges et le règne d'Isaac II pour pondérer certaines critiques excessives. Revenant sur l'existence de faiblesses structurelles de l'Empire d'alors, la responsabilité d'Isaac II Ange devient moins nette dans le déclin prononcé de l'Empire et le choc de 1204.